# Gypsy Heart Tour
Gypsy Heart Tour (também conhecida como Corazón Gitano Tour) foi a terceira turnê de shows realizada pela cantora, compositora, atriz e empresária Miley Cyrus, sendo a segunda a nível mundial e separada da personagem Hannah Montana e a primeira turnê totalmente internacional. A turnê foi usada para promover o mais recente álbum de estúdio de Miley, Can't Be Tamed (2010), tendo passado por três continentes: América, Ásia e Oceania.

## Antecedentes
| “ | A turnê Gypsy Heart é um sonho. Não só por causa de todas as belas cidades que receberão a visita, mas todas as pessoas bonitas que eu vou conhecer. Gypsy Heart não é apenas uma excursão para mim, mas a missão de espalhar o amor pelo mundo. | ” |

A turnê foi anunciada por vários meios de comunicação em 21 de março de 2011, na sequência da participação de Miley em Saturday Night Live. As datas dos shows iniciais foram anunciadas na América do Sul. Datas na Austrália, Filipinas, Costa Rica, Panamá e México logo em seguida. Durante uma entrevista com a revista OK!, Cyrus mencionou que não iria fazer a turnê nos Estados Unidos devido a não se sentir confortável a cantar no país.
| “ | Eu só acho que agora os Estados Unidos chegou a uma etapa onde eu não sei se eles me querem fazer para uma turnê ou não. Agora eu só quero ir para os lugares onde eu estou ficando mais conhecida, e na Austrália e América do Sul fazem isso por mim. Eu não quero ir a algum lugar onde eu não me sinto completamente confortável com ele. | ” |

Miley afirmou que essa tour vai ser diferente de tudo o que ela ja fez. Ela disse que na Wonder World Tour tudo era muito teatral e muito focado nas trocas de figurino. Miley disse que o foco vai ser nas músicas e não nas roupas mostrando um lado dela nunca antes visto.

## Abertura
- Nicole Pillman (Peru)[2]
- Lasso (Venezuela)[3]
- Riva (Colombia)[4]
- Sam Concepcion (Filipinas)[5]
- Elmo Magalona (Filipinas)[5]
- Banda Lipstick (Brasil)
- Michael Paynter (Australia)[6]
- Valeria Gastaldi (Argentina)
- Greys[desambiguação necessária] (Guadalajara, México)

## Faixas
1. "Liberty Walk"
2. "Party in the U.S.A."
3. "Kicking and Screaming"
4. "Robot"
5. "I Love Rock 'n' Roll"/ "Cherry Bomb"/ "Bad Reputation"
6. "Every Rose Has Its Thorn"
7. "Obsessed"
8. "Forgiveness and Love"
9. "Fly on the Wall"
10. "7 Things"
11. "Scars"
12. "Smells Like Teen Spirit" (Nirvana Cover)
13. "Stay" (a partir de 21 de maio)
14. "Can't Be Tamed"
15. "Landslide"
16. "Take Me Along"
17. "Two More Lonely People" (até 6 de maio)
18. "The Driveway" (a partir de 10 de maio)
19. "On Melancholy Hill" (Somente em Perth)
20. "The Climb"

Encore
1. "See You Again"
2. "My Heart Beats for Love"
3. "Who Owns My Heart"

## Alteração na Setlist
- "The Driveway" (a partir de 10 de maio, no Paraguai, no lugar de Two More Lonely People)
- "Stay" (a partir de 21 de Maio, após Smells Like Teen Spirit)
- Miley fez um cover de "On Melancholy Hill" dos "Gorillaz" que foi cantada somente em Perth, Australia após a canção "The Driveway"
- Finalização da Turnê

## Curiosidades
- Durante toda a turnê na canção "My Heart Beats For Love", No telão aparece a bandeira do país no qual Miley Cyrus está cantando
- No Dia 6 de Maio Durante A Canção "The Climb" No Show Em Buenos Aires, Argentina A Cantora Esqueceu A Letra Da Música
- No dia 13 de Maio no Rio De Janeiro antes da canção Smells Like Teen Spirit, Cyrus pediu para que todos na plateia gritassem junto com ela "Happy Birthday Mama Tish" para a sua mãe
- O acréscimo de "Stay" no set-list da tour aconteceu devido a pedidos dos fãs brasileiros nos shows dos dias 13 e 14 de Maio, no Rio de Janeiro e em São Paulo. A música, porém, não foi cantada por Miley no Brasil.
- No dia 17 de Maio no show Caracas, Venezuela durante a canção "7 Things" Miley levou um susto com um mosquito que pousou no palco
- Em 26 de Maio no show na Cidade do Mexico durante a canção "7 Things", Cyrus rasgou uma foto do ex-namorado, o cantor Nick Jonas

## Videos
- Foram Gravados Alguns Videos Para Serem Progetados No Telão Durante o Show, Videos Como "Liberty Walk", "Robot", "Fly On The Wall", "Scars" e Outros Mais
- No Dia 12 de Junho de 2011 Foi Lançado No YouTube Um Vídeo Promocional Da Música "Every Rose Has Its Thorn" Gravado Em Um Dos Shows Da Turnê, O Video Foi Usado Também Para Promover Seu Então Single

## Datas
| Data                | Cidade           | País       | Local                         | Público                | Receita      |
| ------------------- | ---------------- | ---------- | ----------------------------- | ---------------------- | ------------ |
| América do Sul      |                  |            |                               |                        |              |
| 29 de abril de 2011 | Quito            | Equador    | Estádio Olímpico Atahualpa    | –                      | –            |
| 1 de maio de 2011   | Lima             | Peru       | Estádio Monumental "U"        | –                      | –            |
| 4 de maio de 2011   | Santiago         | Chile      | Estádio Nacional de Chile     | –                      | –            |
| 6 de maio de 2011   | Buenos Aires     | Argentina  | Estádio Mâs Monumental        | –                      | –            |
| 10 de maio de 2011  | Assunção         | Paraguai   | Hipódromo de Asunción         | 8,000 / 25,000 (83%)   | US$1,458,345 |
| 13 de maio de 2011  | Rio de Janeiro   | Brasil     | HSBC Arena                    | 14.500 / 14.500 (100%) | US$2,553,000 |
| 14 de maio de 2011  | São Paulo        | Brasil     | Arena Anhembi                 | 20,000 / 20,000 (100%) | US$3,458,355 |
| 17 de maio de 2011  | Caracas          | Venezuela  | Universidad Simón Bolívar     | –                      | –            |
| 19 de maio de 2011  | Bogotá           | Colômbia   | Coliseo Cubierto El Campín    | –                      | –            |
| 21 de maio de 2011  | San José         | Costa Rica | Estádio Nacional              | –                      | –            |
| 24 de maio de 2011  | Cidade do Panamá | Panamá     | Figali Convention Center      | –                      | –            |
| 26 de maio de 2011  | Cidade do Mexico | México     | Foro Sol                      | –                      | –            |
| 28 de maio de 2011  | Zapopan          | México     | Estadio Omnilife              | –                      | –            |
| Ásia                |                  |            |                               |                        |              |
| 17 de junho de 2011 | Manila           | Filipinas  | SM Mall of Asia               | –                      | –            |
| Oceania'            |                  |            |                               |                        |              |
| 21 de junho de 2011 | Brisbane         | Austrália  | Brisbane Entertainment Centre | 11,293 / 11,293 (100%) | US$1,016,120 |
| 23 de junho de 2011 | Melbourne        | Austrália  | Rod Laver Arena               | 25,109 / 25,109 (100%) | US$2,186,990 |
| 24 de junho de 2011 | Melbourne        | Austrália  | Rod Laver Arena               | 25,109 / 25,109 (100%) | US$2,186,990 |
| 26 de junho de 2011 | Sydney           | Austrália  | Acer Arena                    | 26,839 / 26,839 (100%) | US$2,485,360 |
| 27 de junho de 2011 | Sydney           | Austrália  | Acer Arena                    | 26,839 / 26,839 (100%) | US$2,485,360 |
| 29 de junho de 2011 | Adelaide         | Austrália  | Adelaide Entertainment Centre | 8,374 / 8,374 (100%)   | US$765,677   |
| 2 de julho de 2011  | Perth            | Austrália  | Burswood Dome                 | 15,601 / 15,601 (100%) | US$1,359,070 |
| Total               | Total            | Total      | Total                         | 92,303 / 93,416 (99%)  | US$9,642,167 |

## Galeria

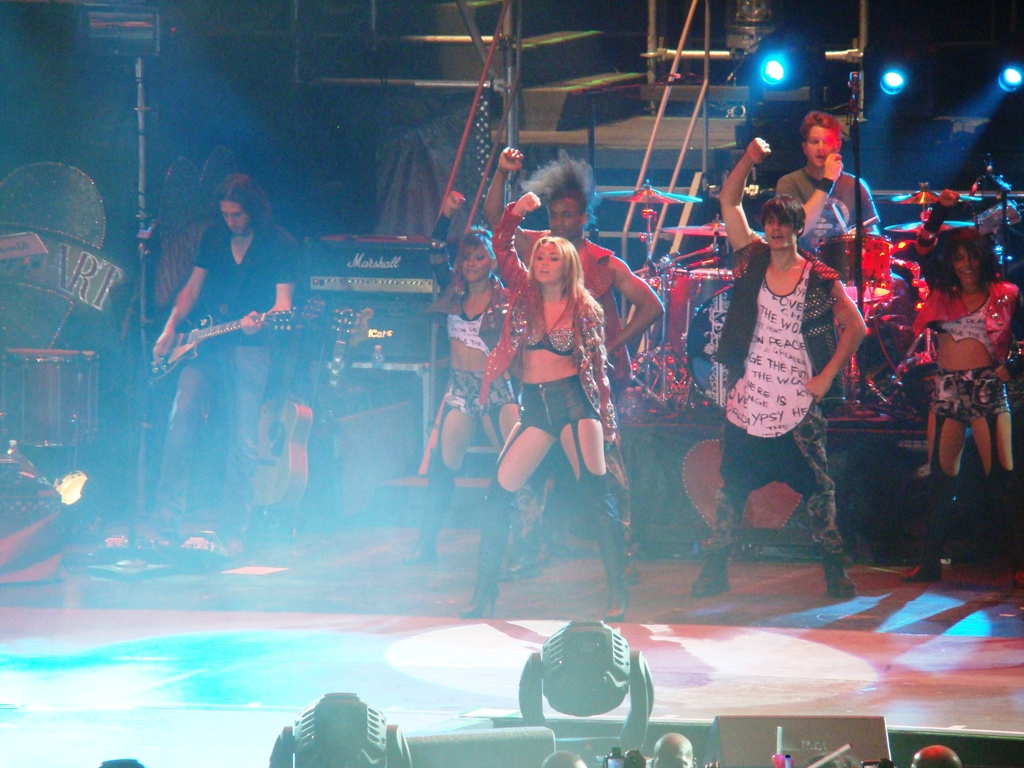
Liberty Walk
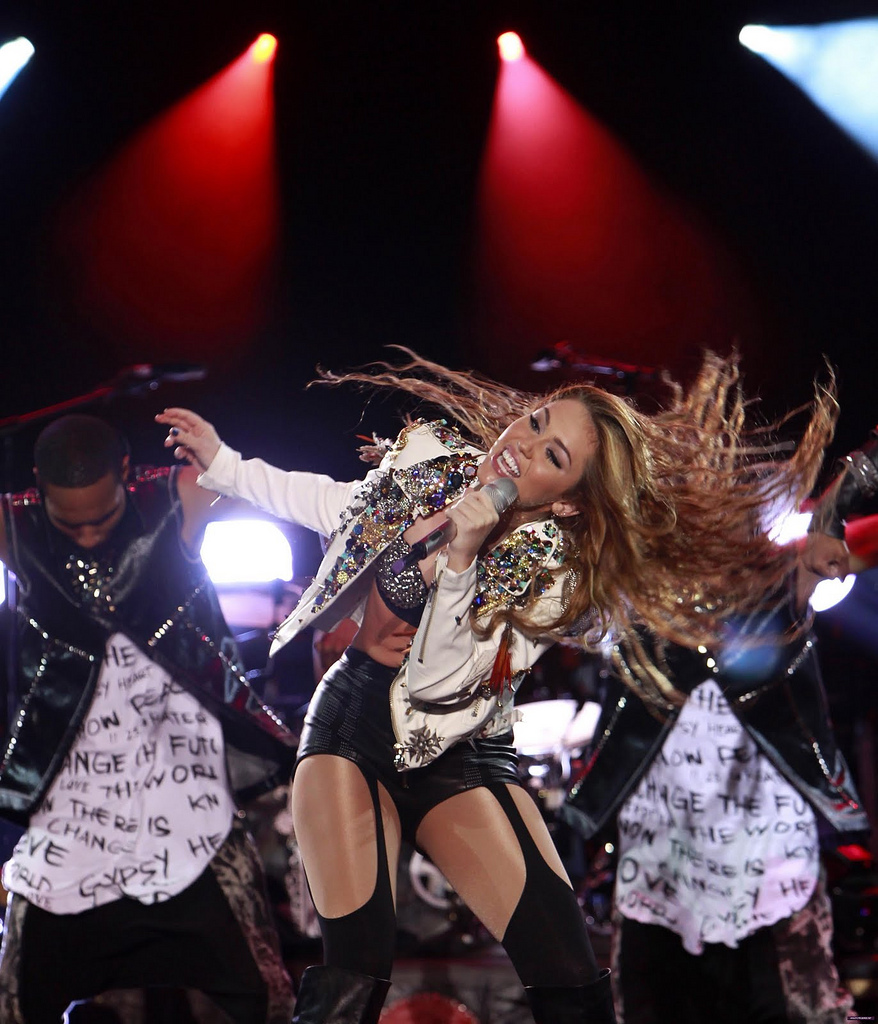
Liberty Walk
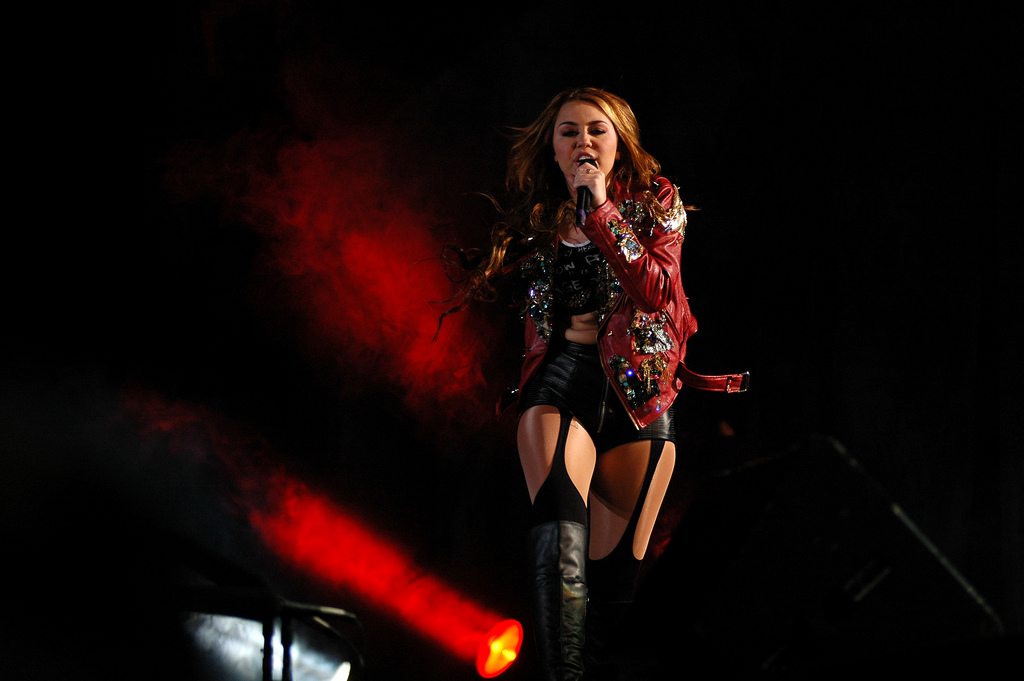
Liberty Walk
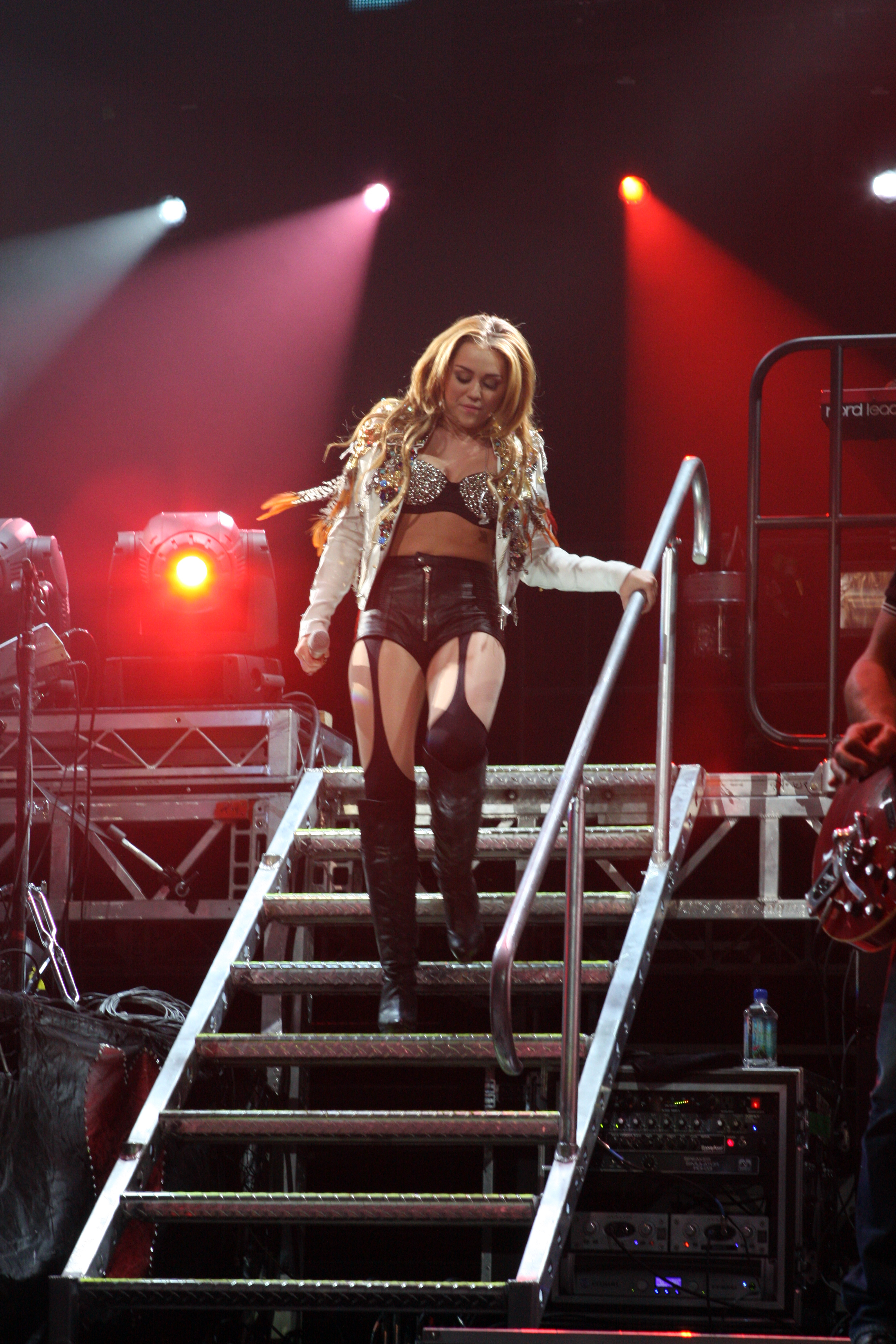
Liberty Walk
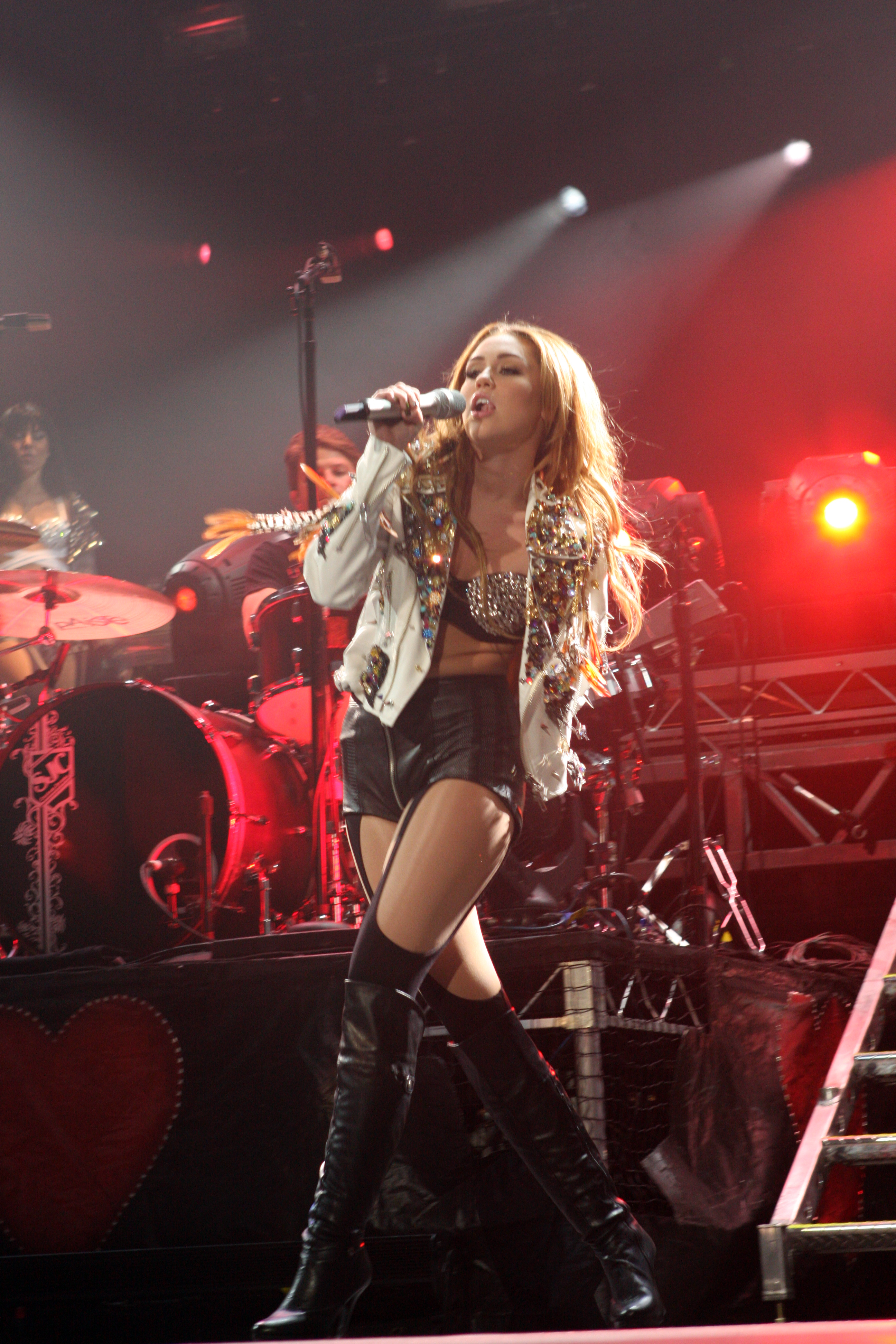
Liberty Walk
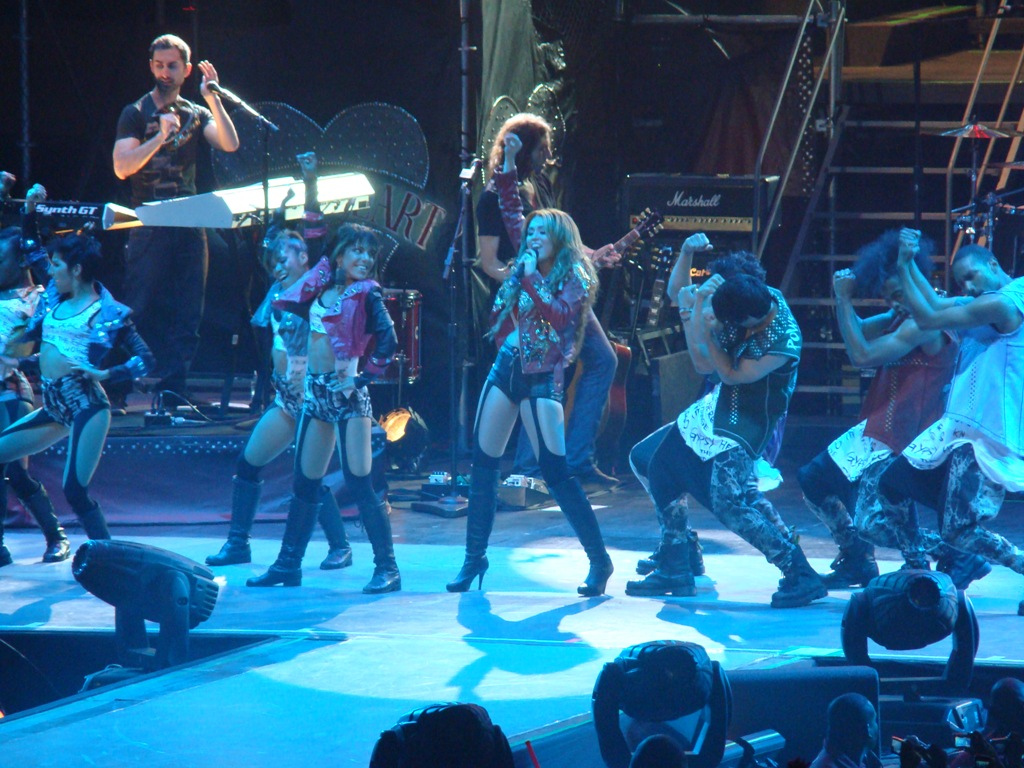
Party in the U.S.A.
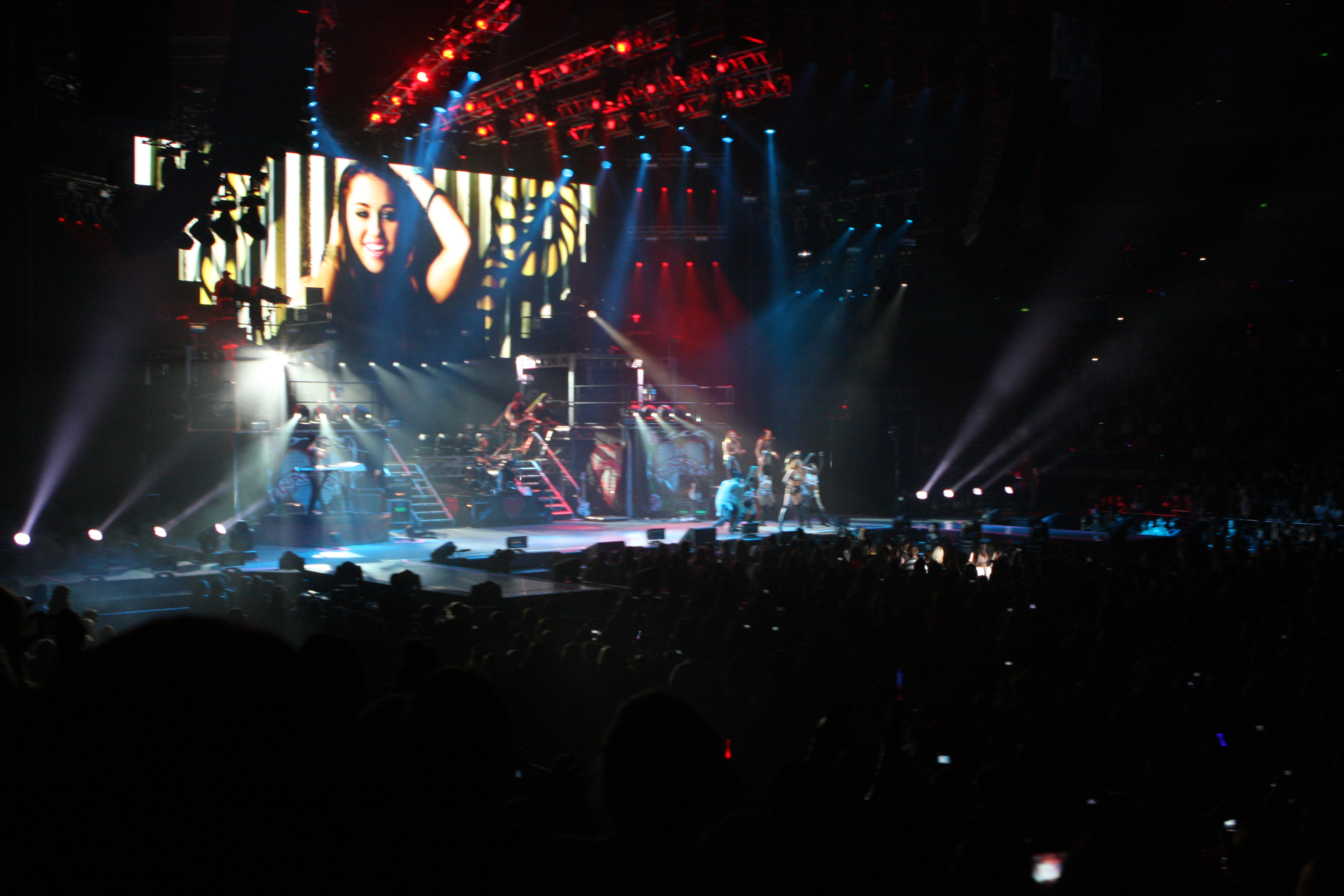
Party in the U.S.A.
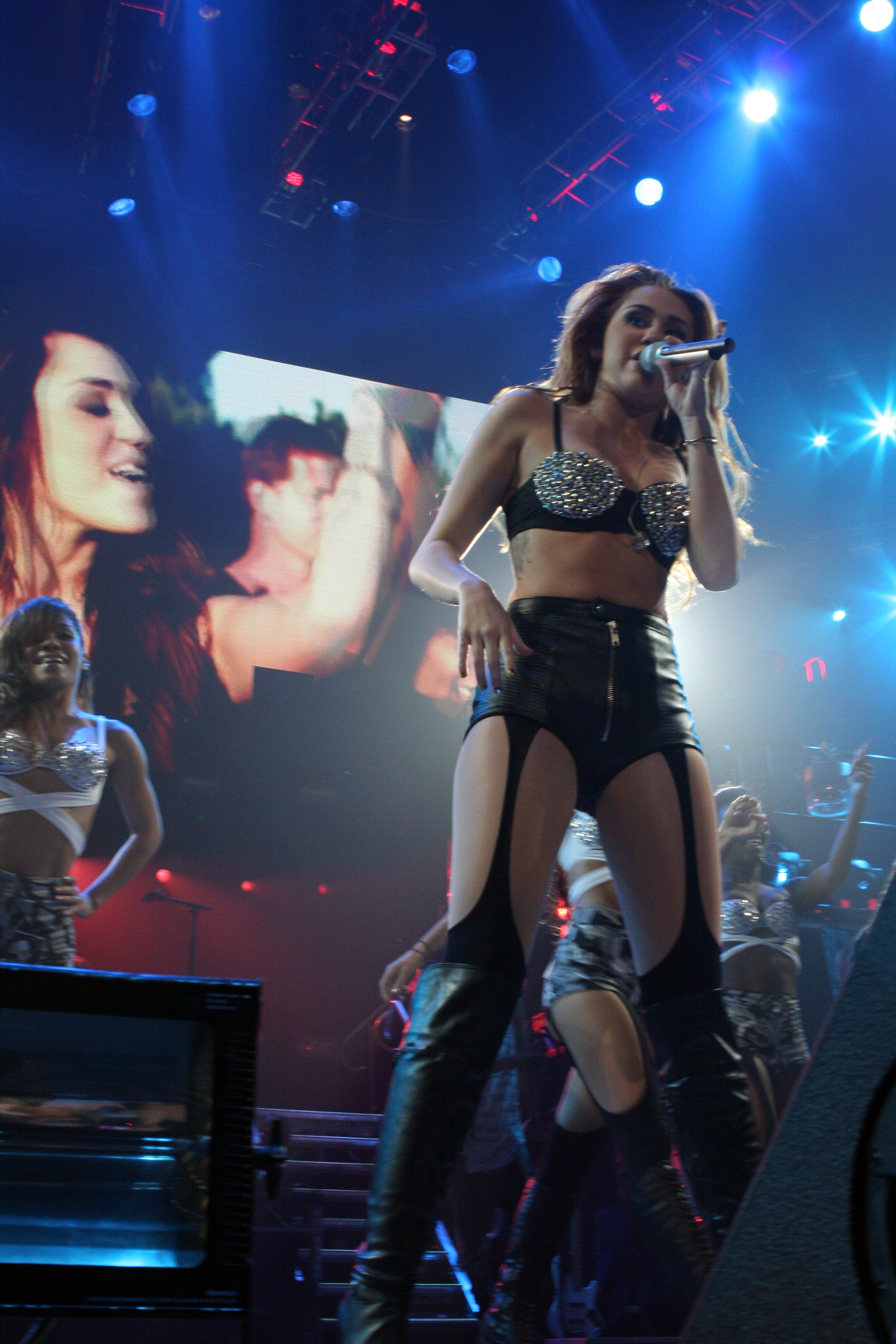
Party in the U.S.A.
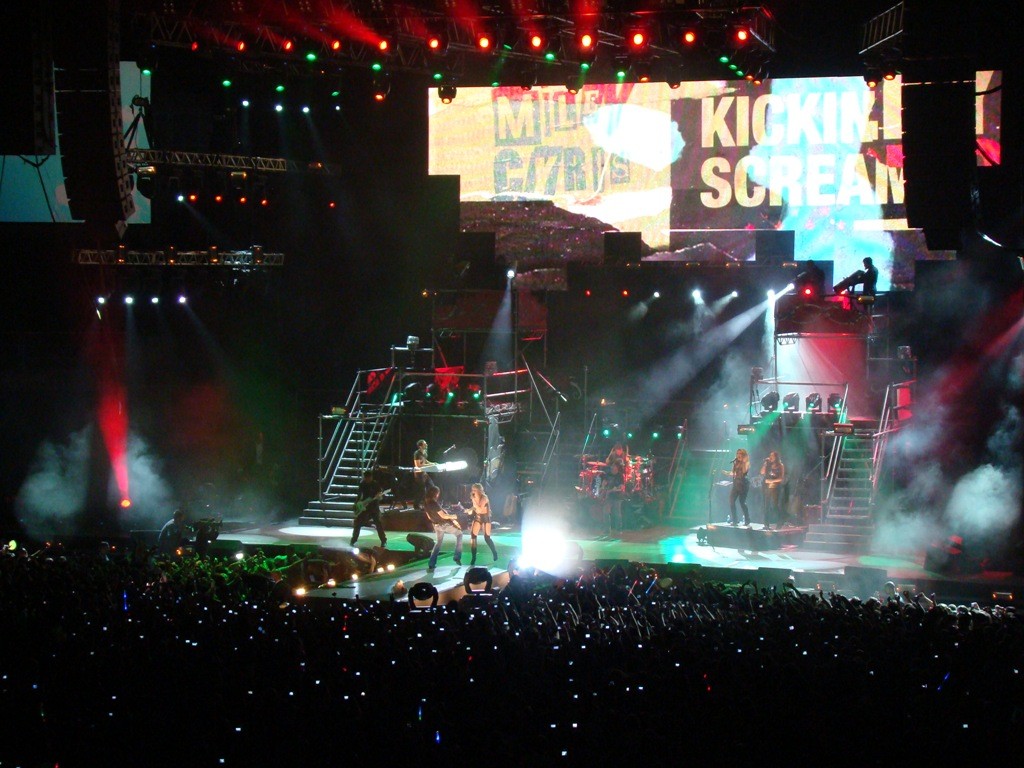
Kicking and Screaming
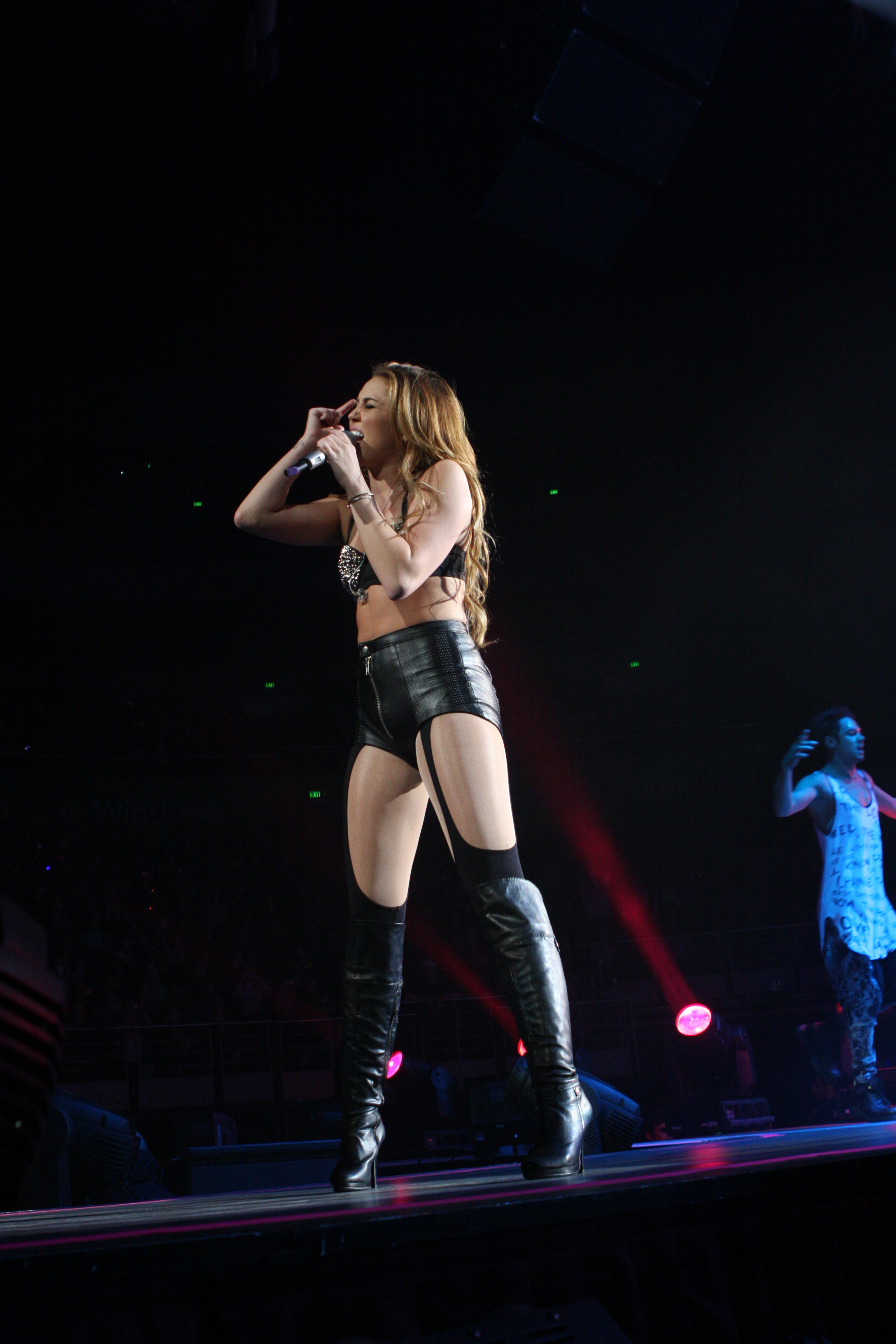
Robot
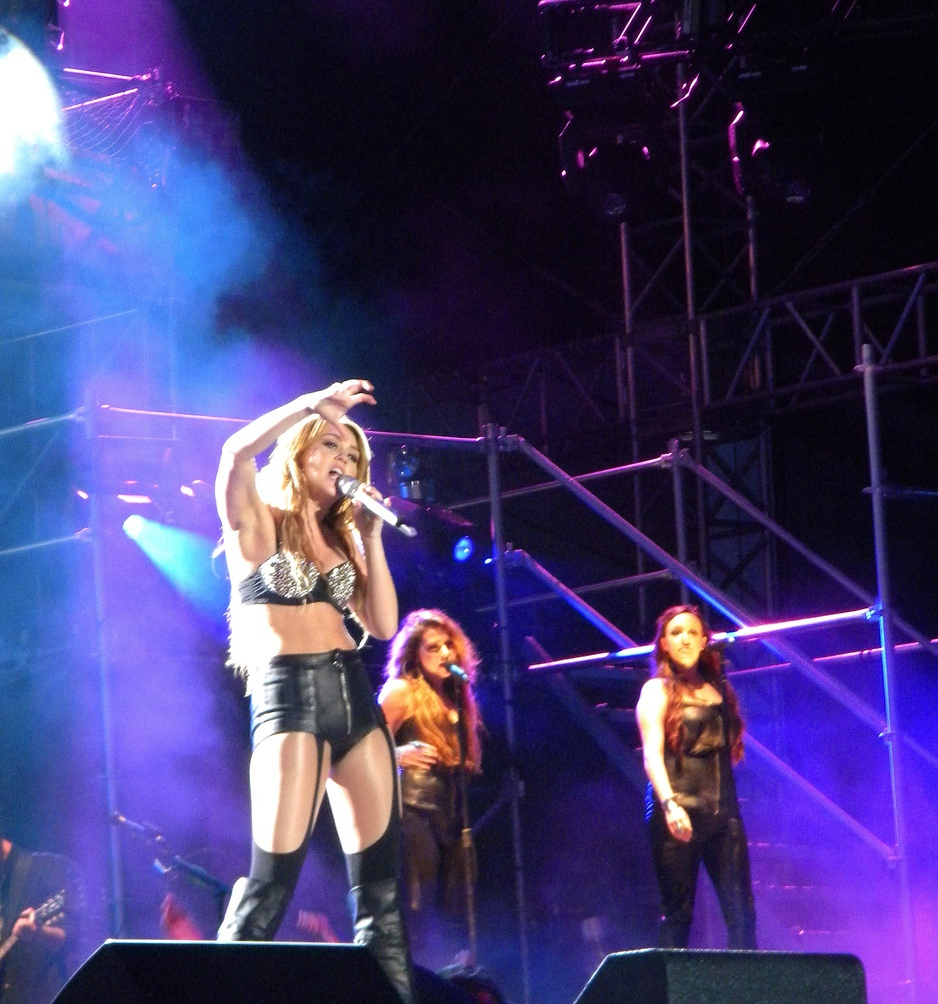
Robot
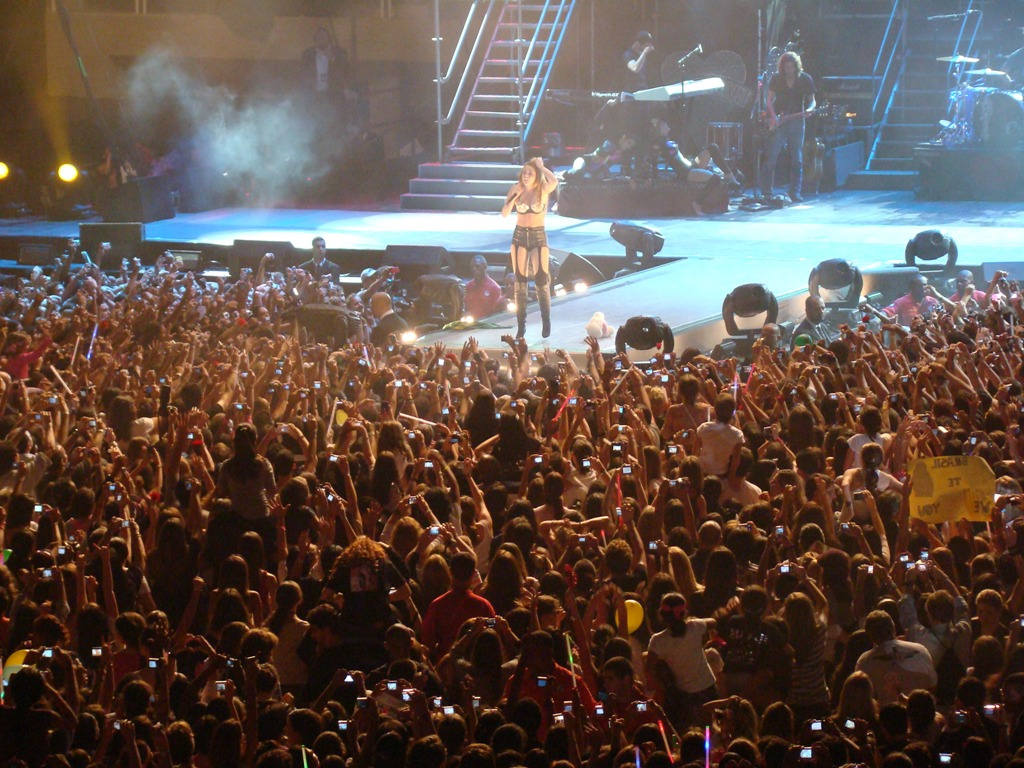
Cherry Bomb
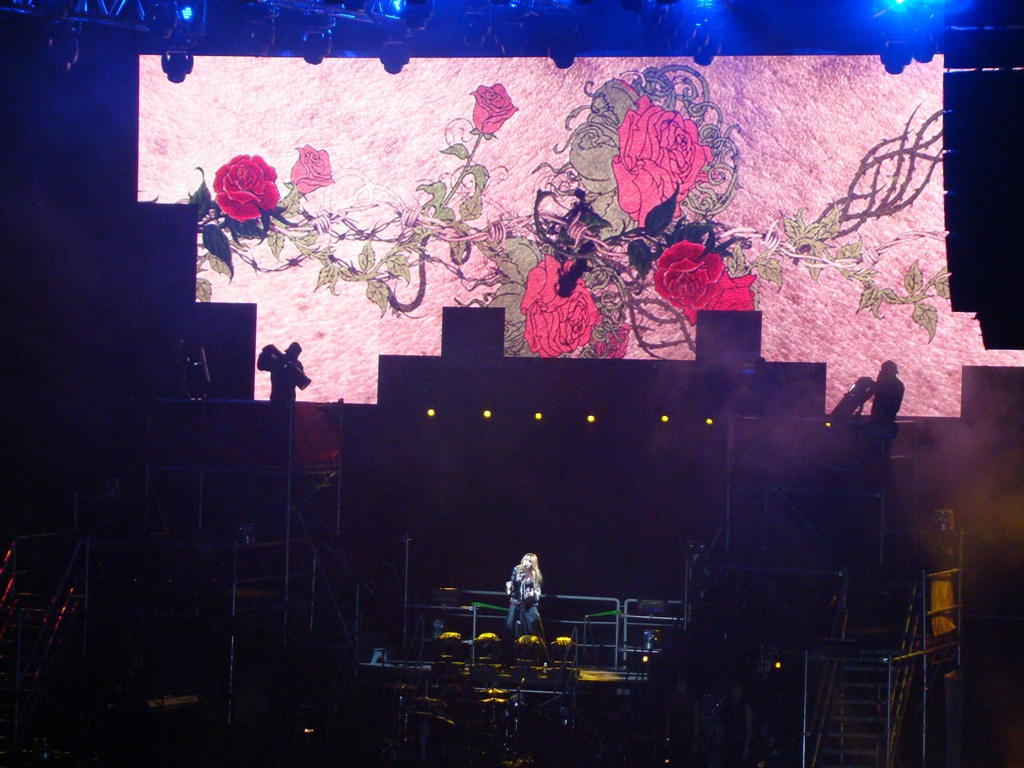
Every Rose Has It's Thorn
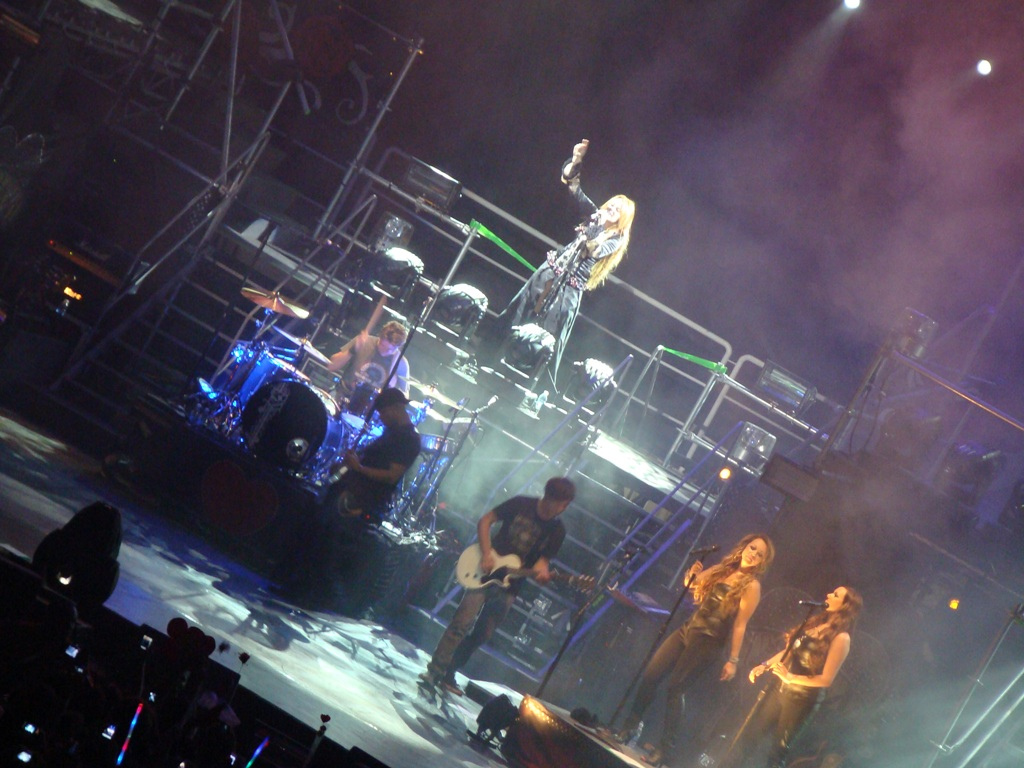
Obsessed
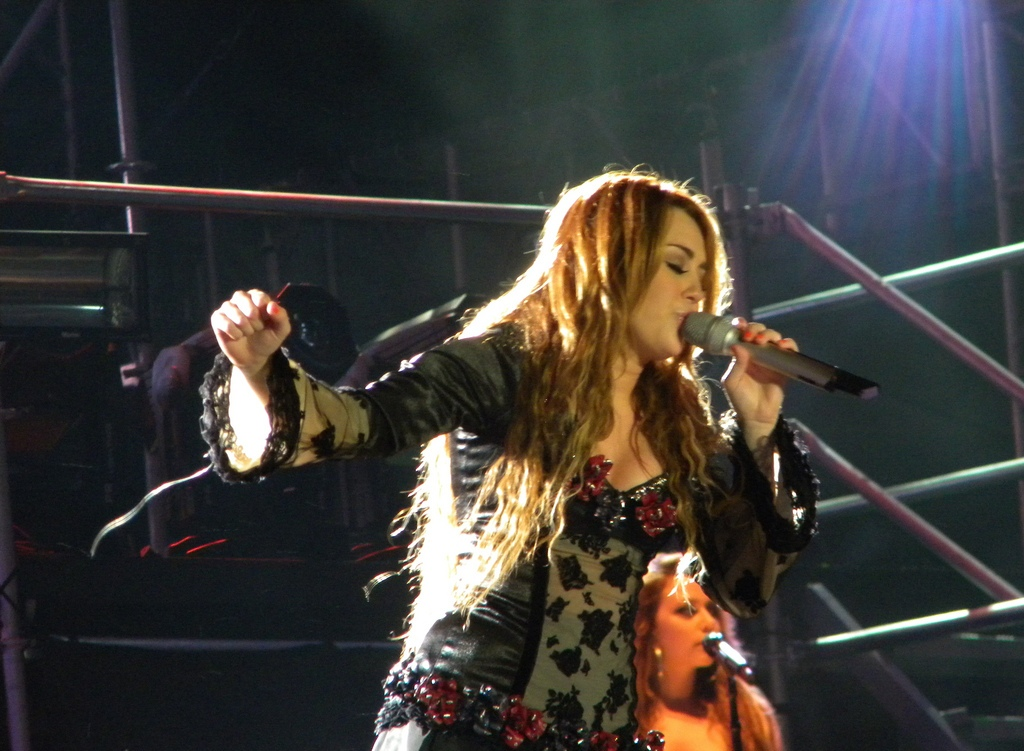
Forgiveness and Love
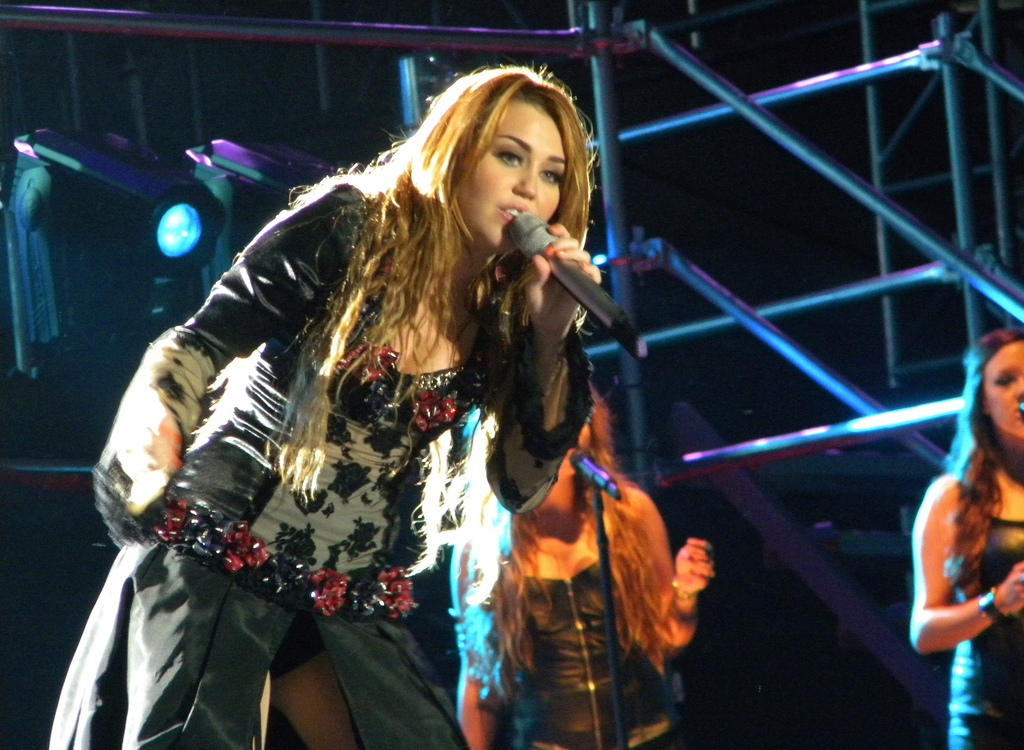
Forgiveness and Love
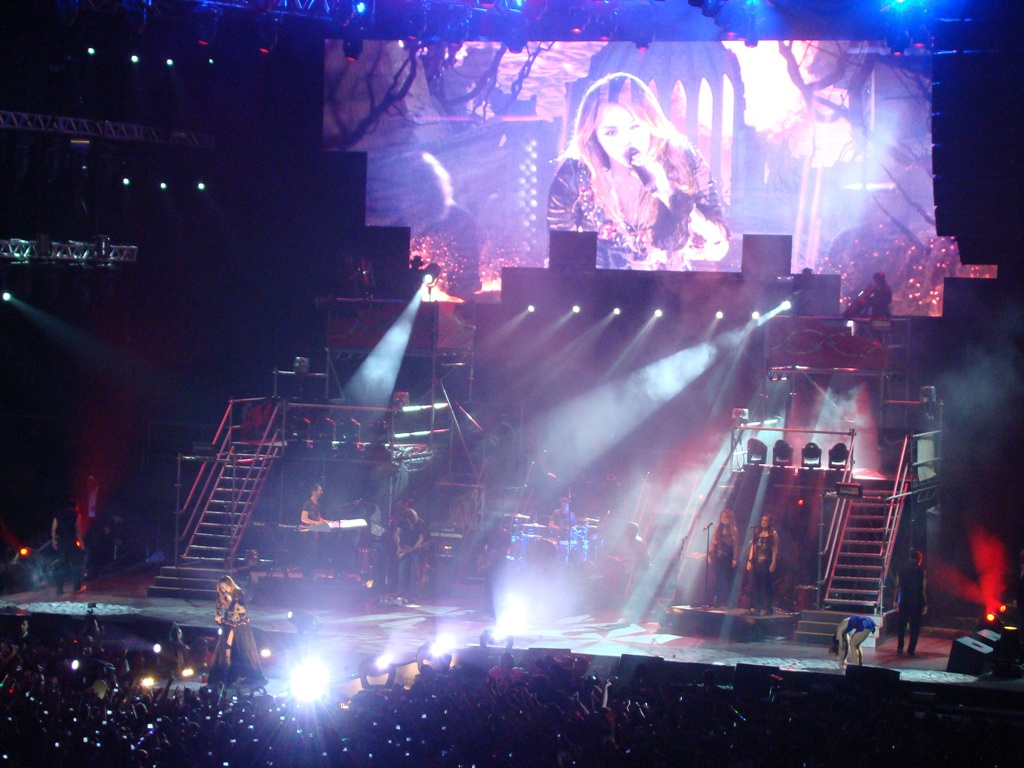
Forgiveness and love
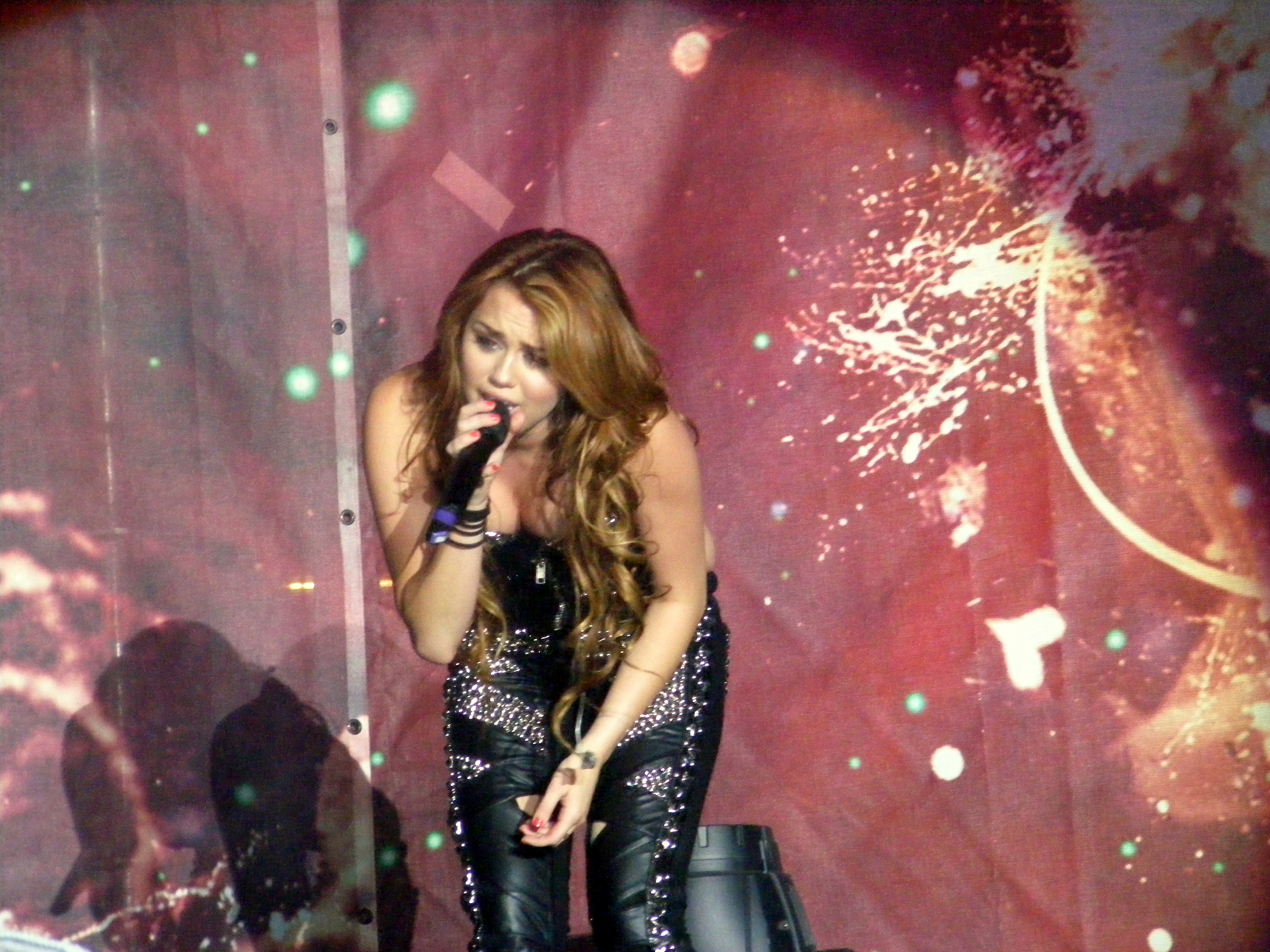
7 Things
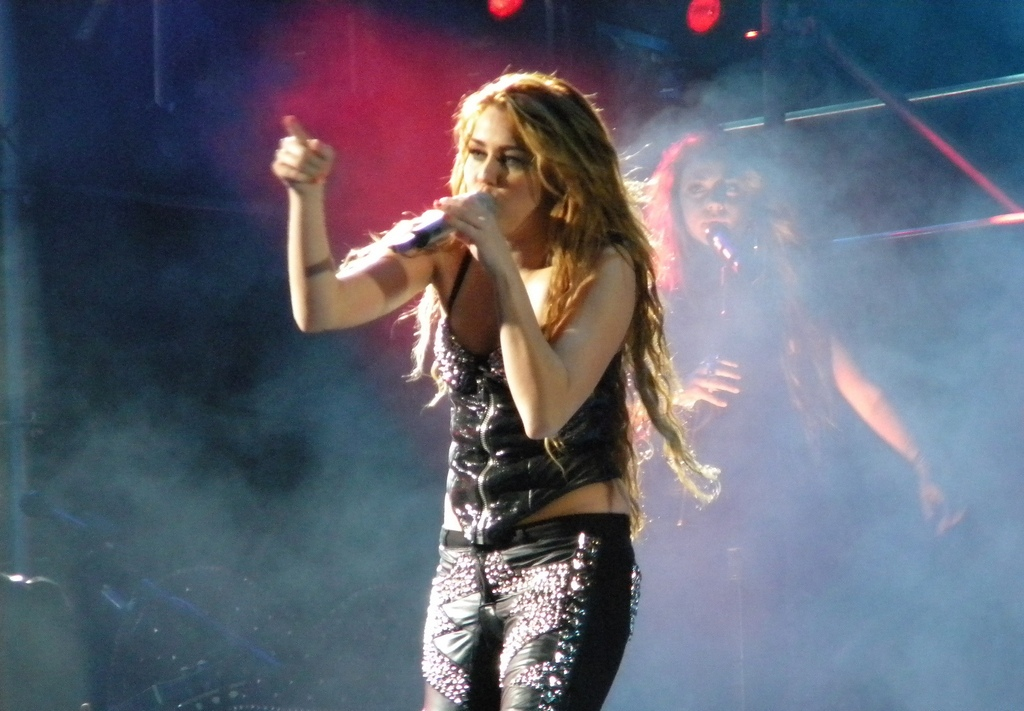
Scars
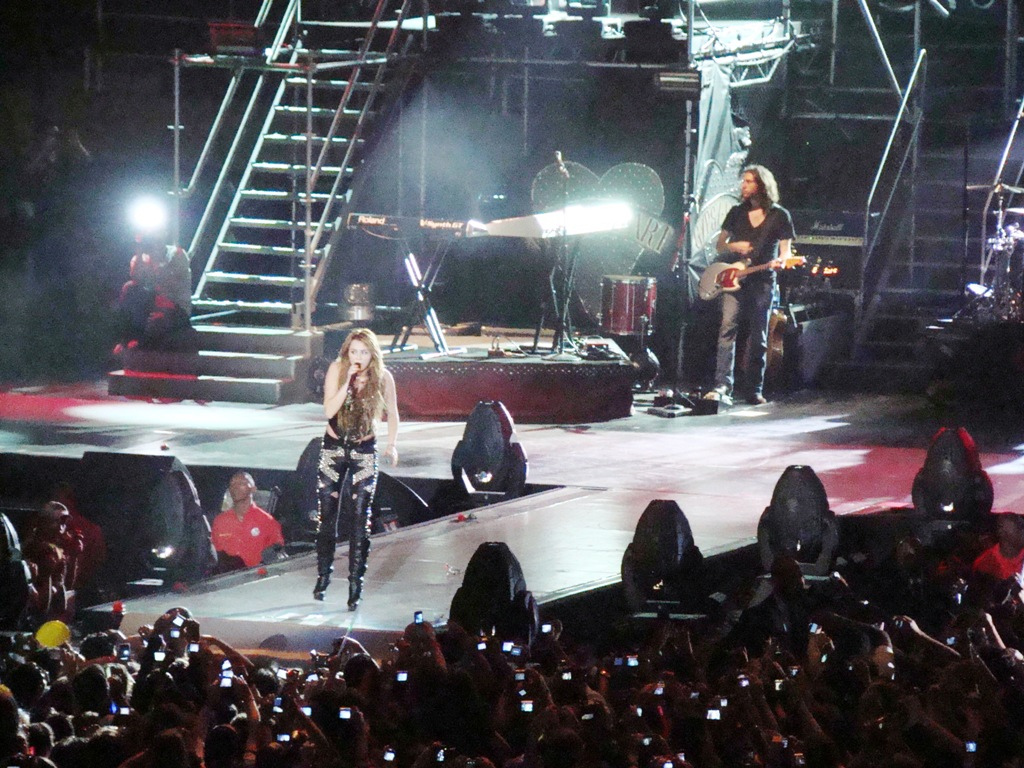
Smells Like Teen Spirit
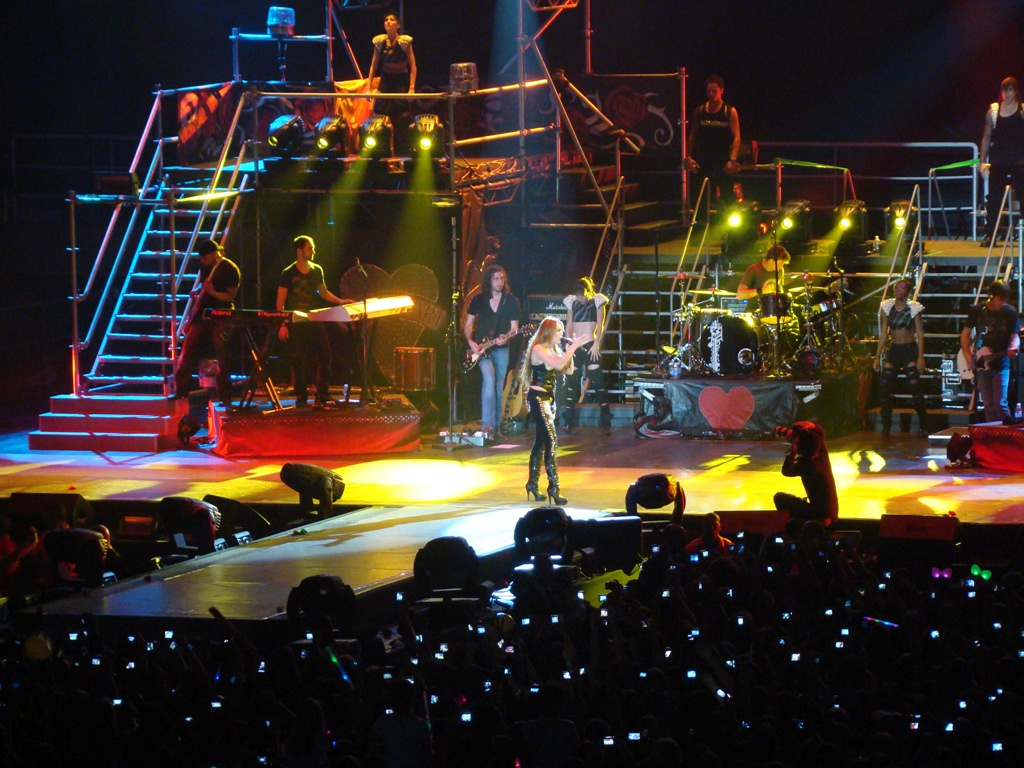
Smells Like Teen Spirit
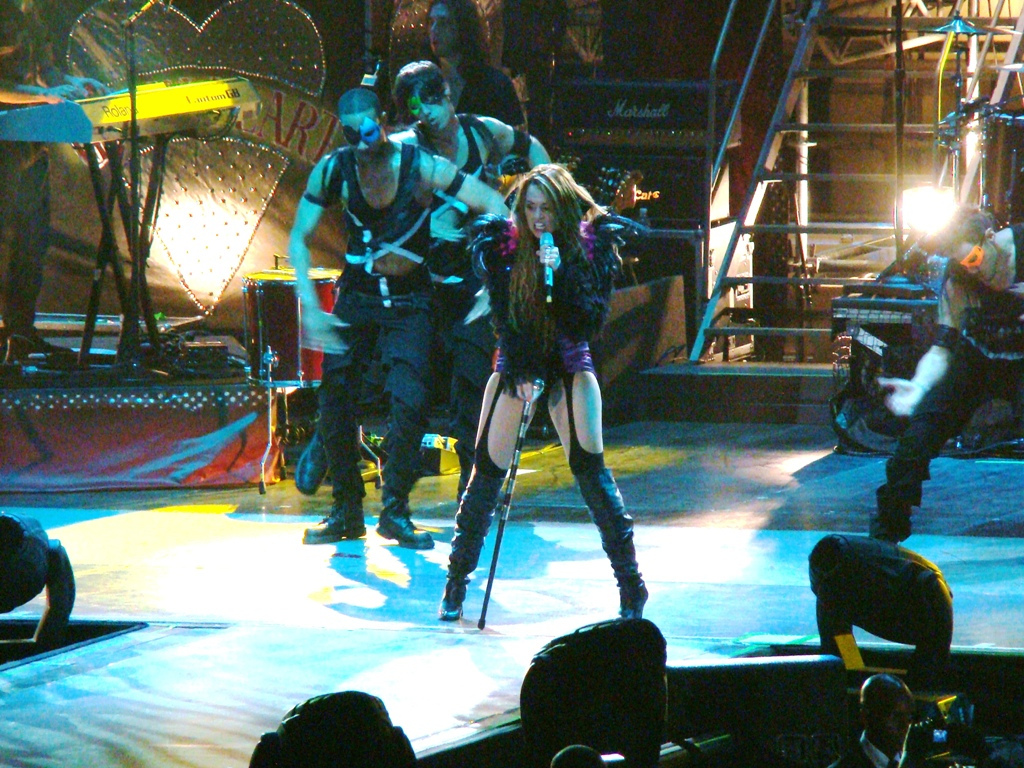
Can't Be Tamed
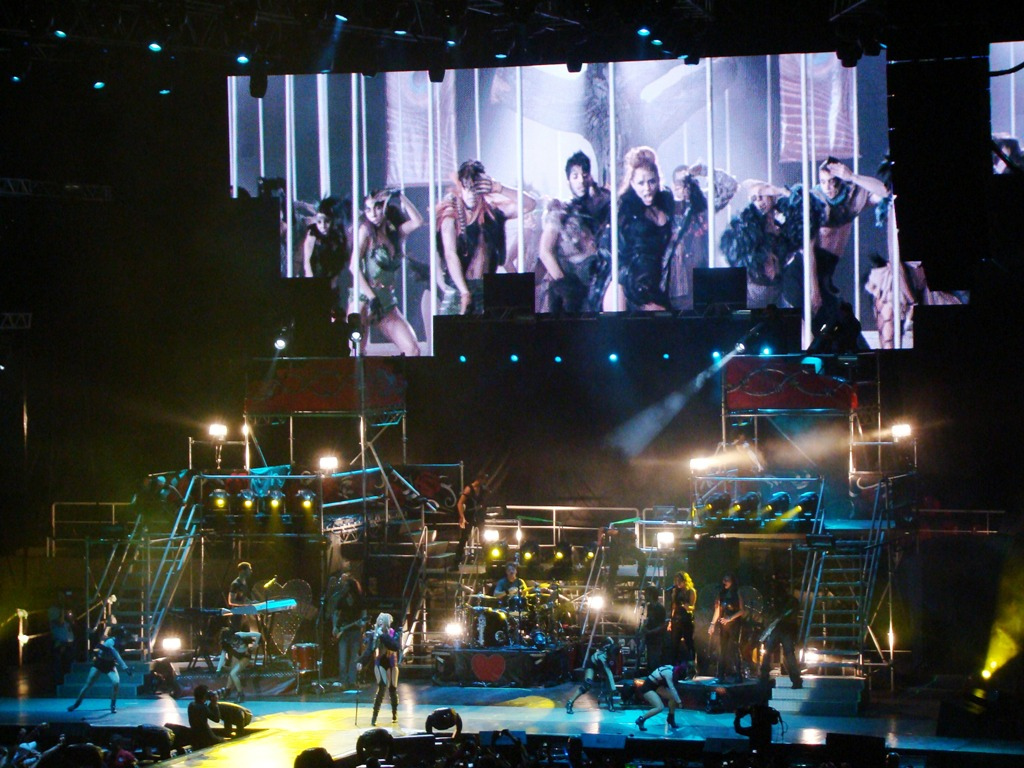
Can't Be Tamed
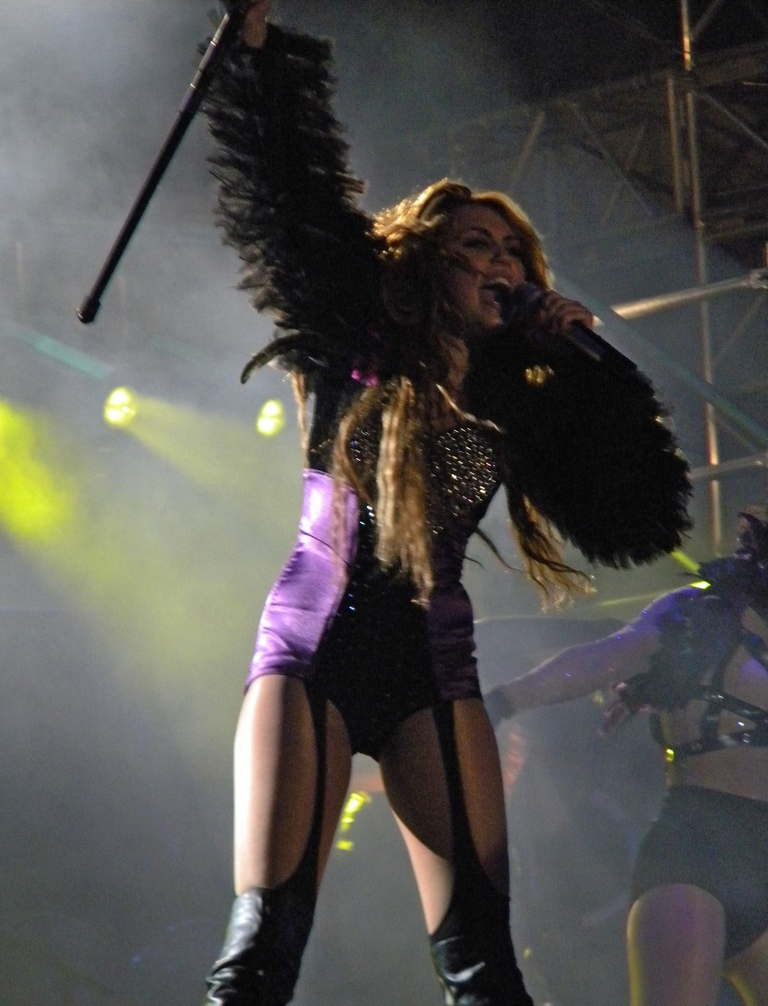
Can't Be Tamed
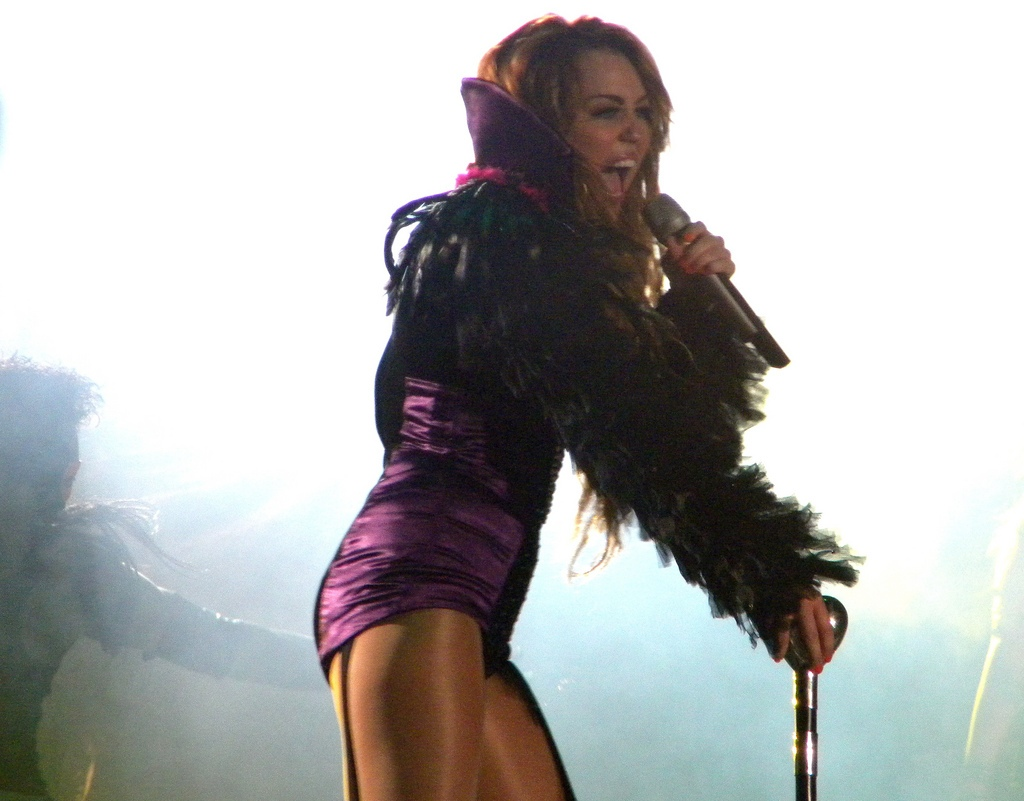
Can't Be Tamed
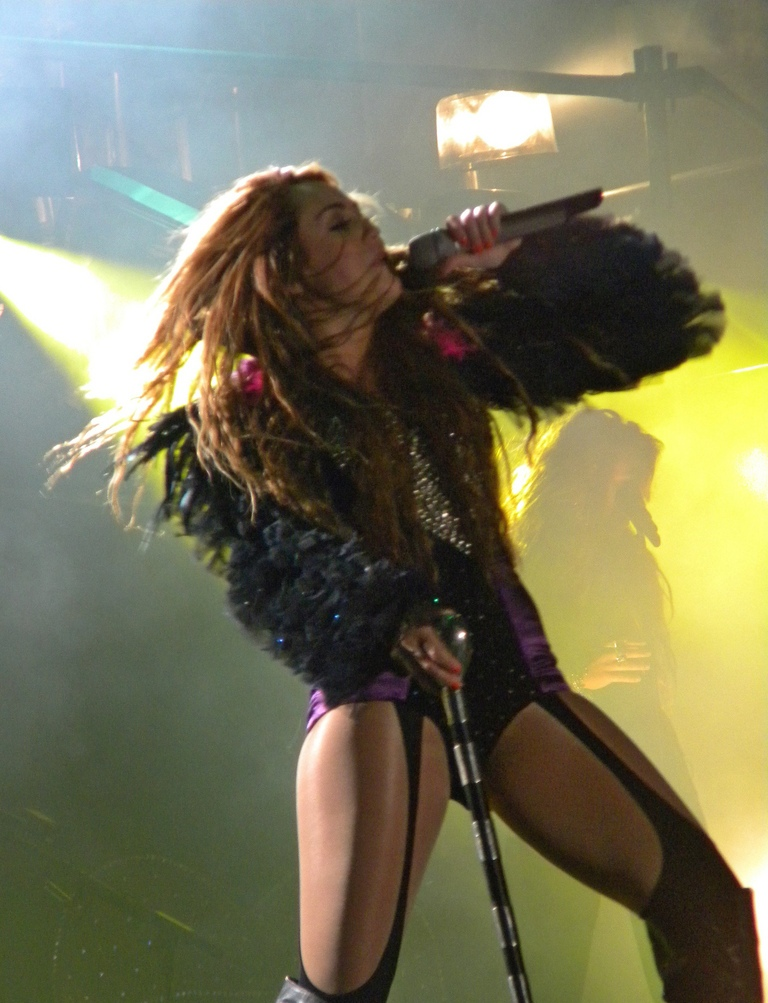
Can't Be Tamed
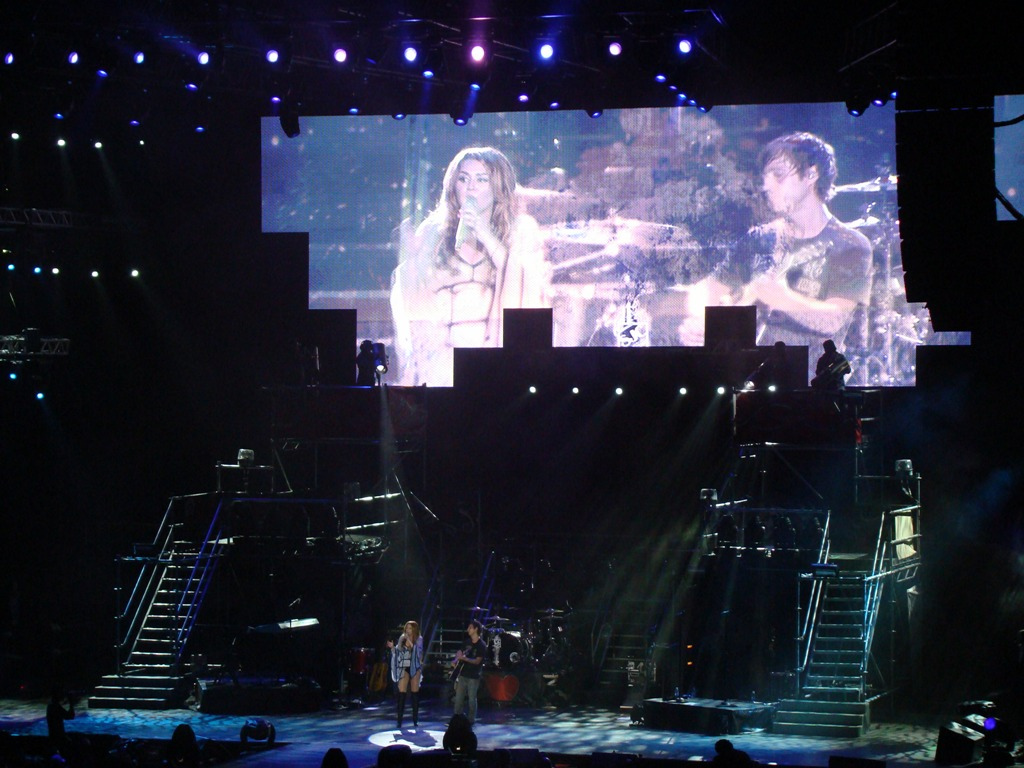
Landslide
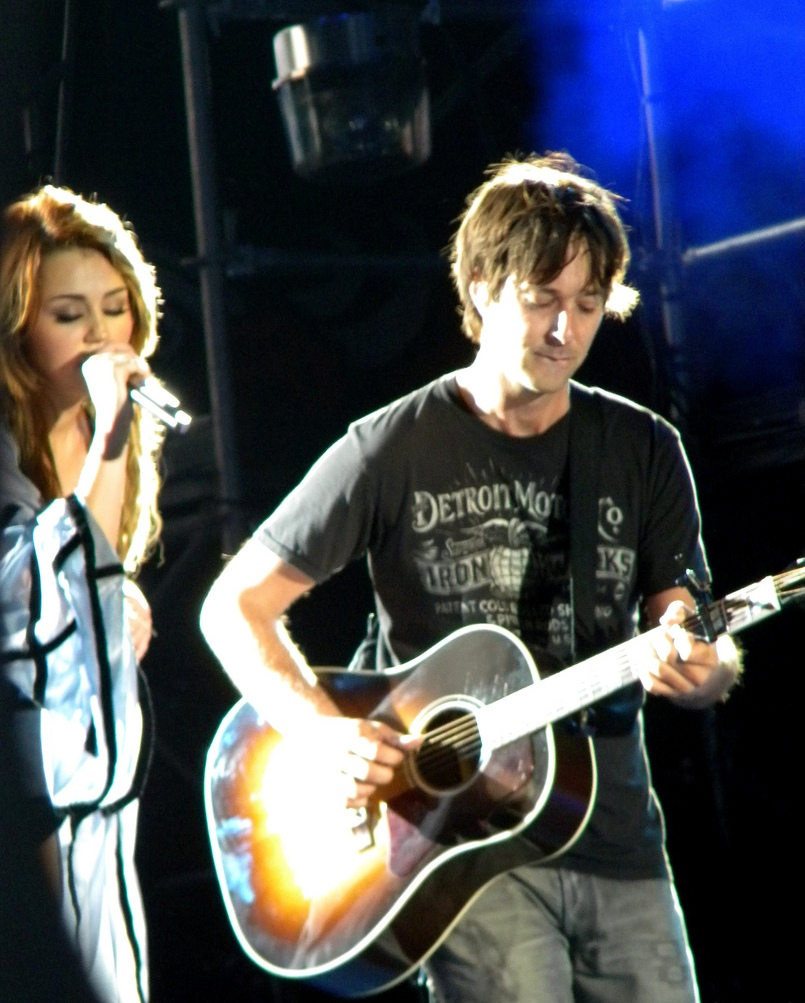
Landslide
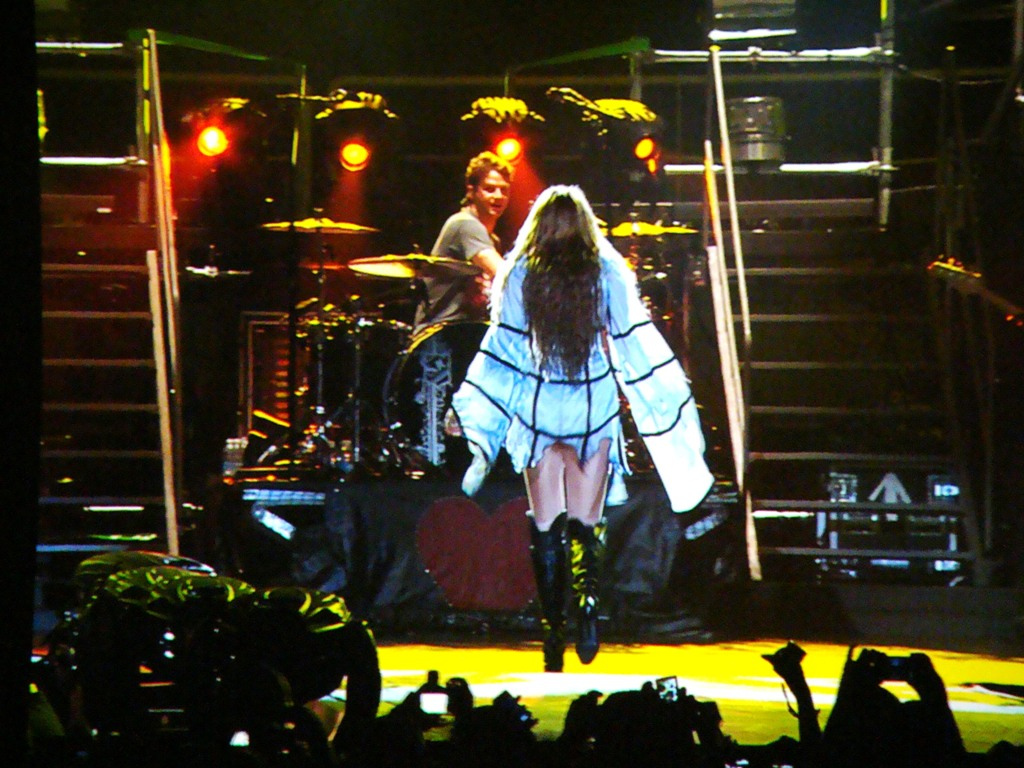
Two More Lonely People
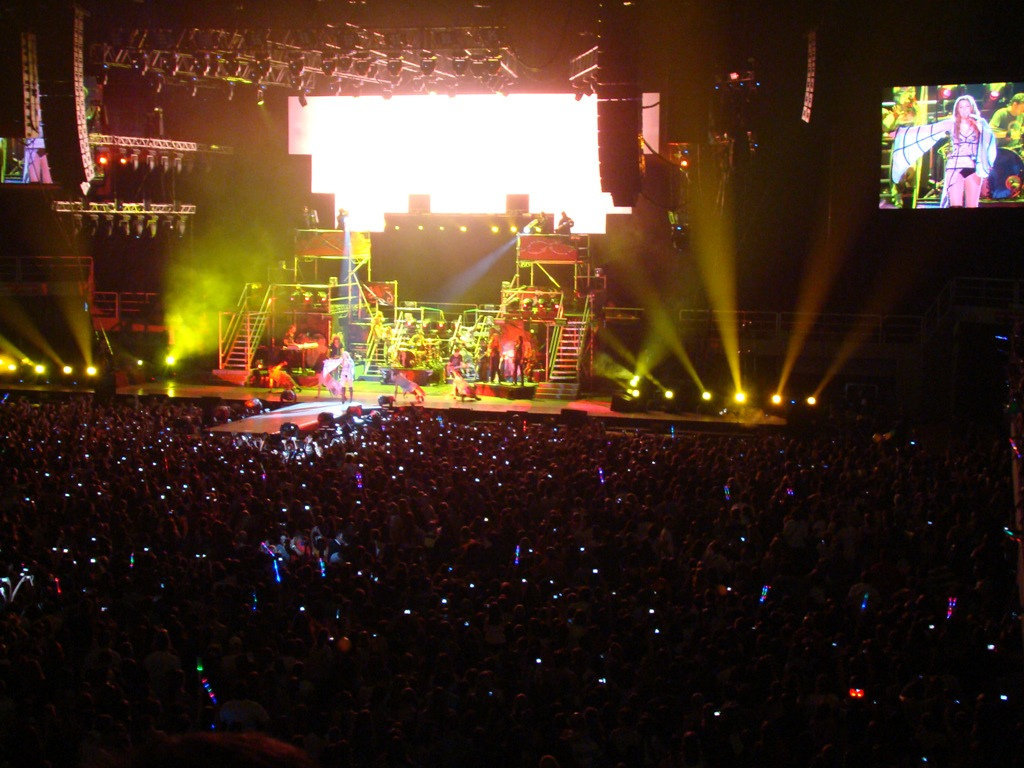
The Driveway
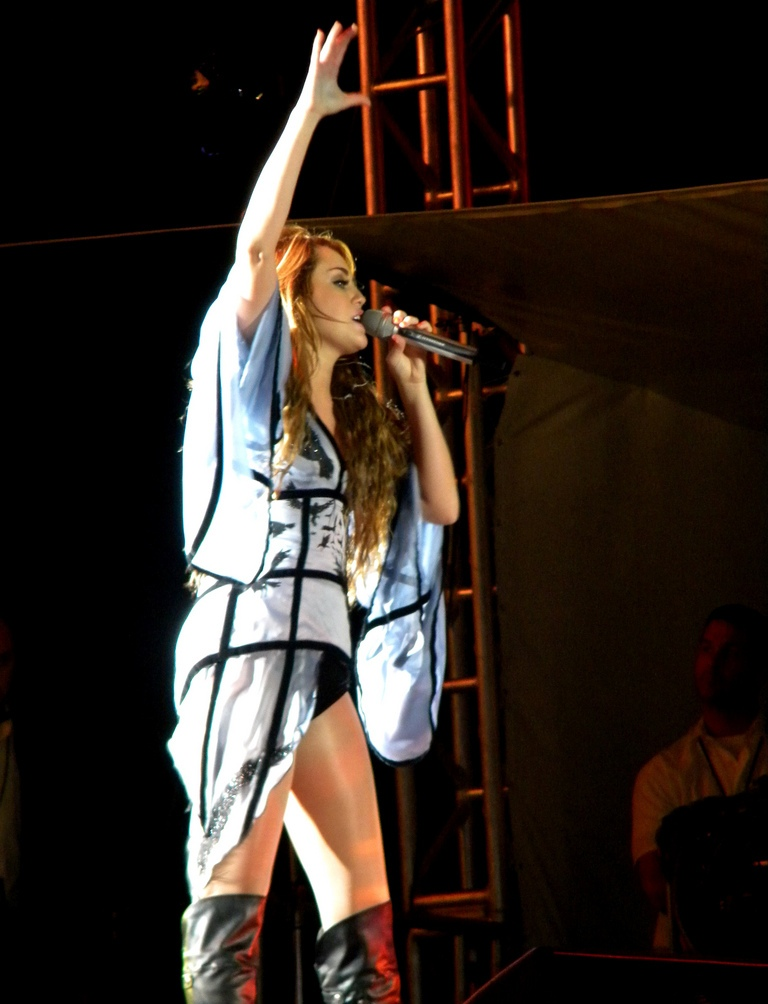
Take Me Along
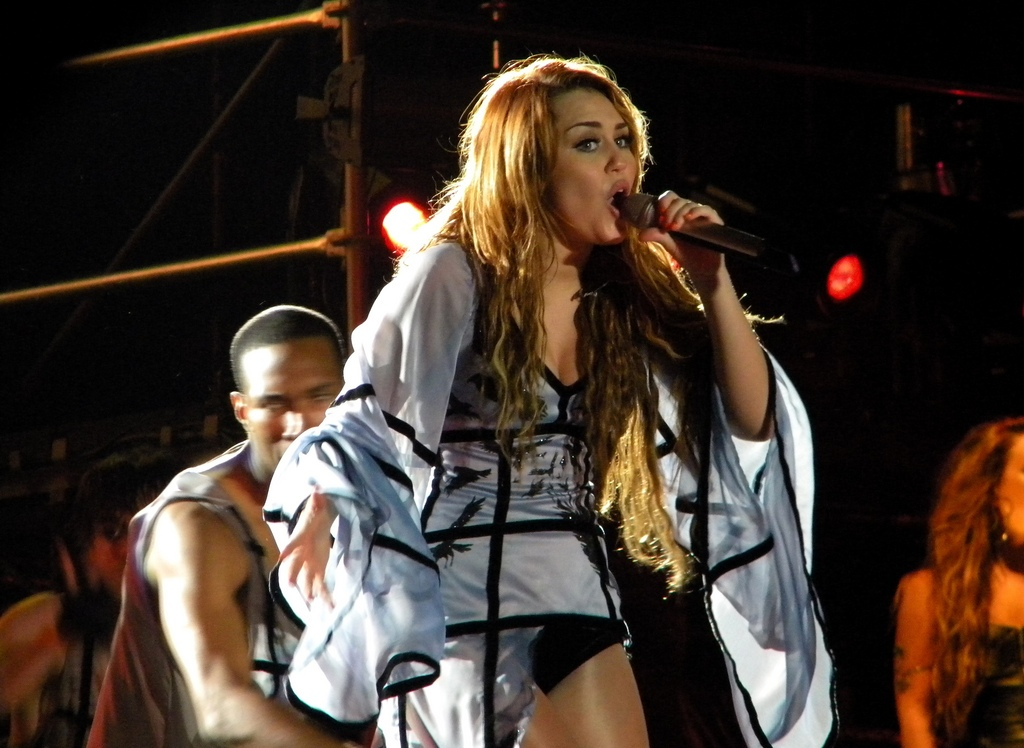
Take Me Along
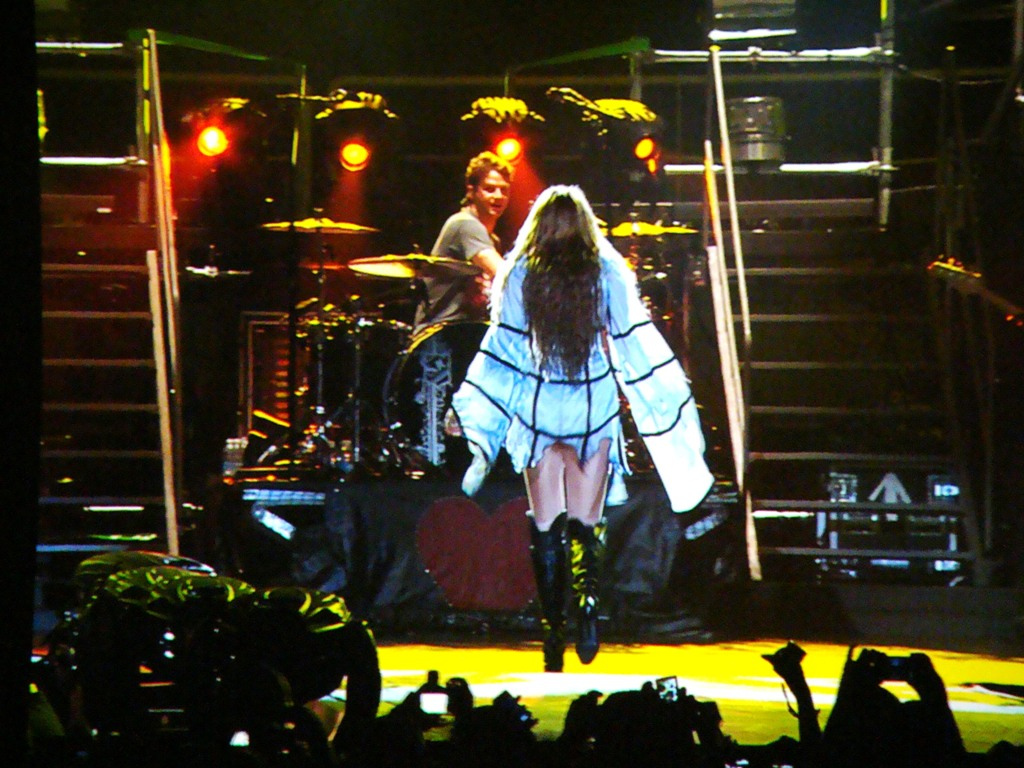
Two More Lonely People
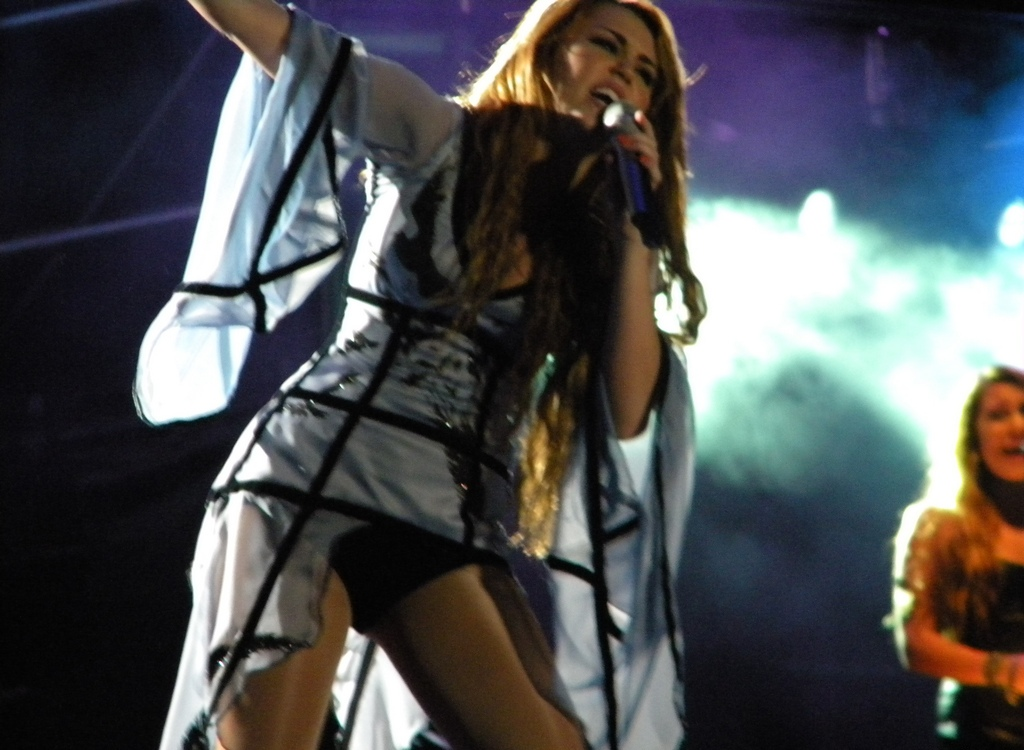
The Climb
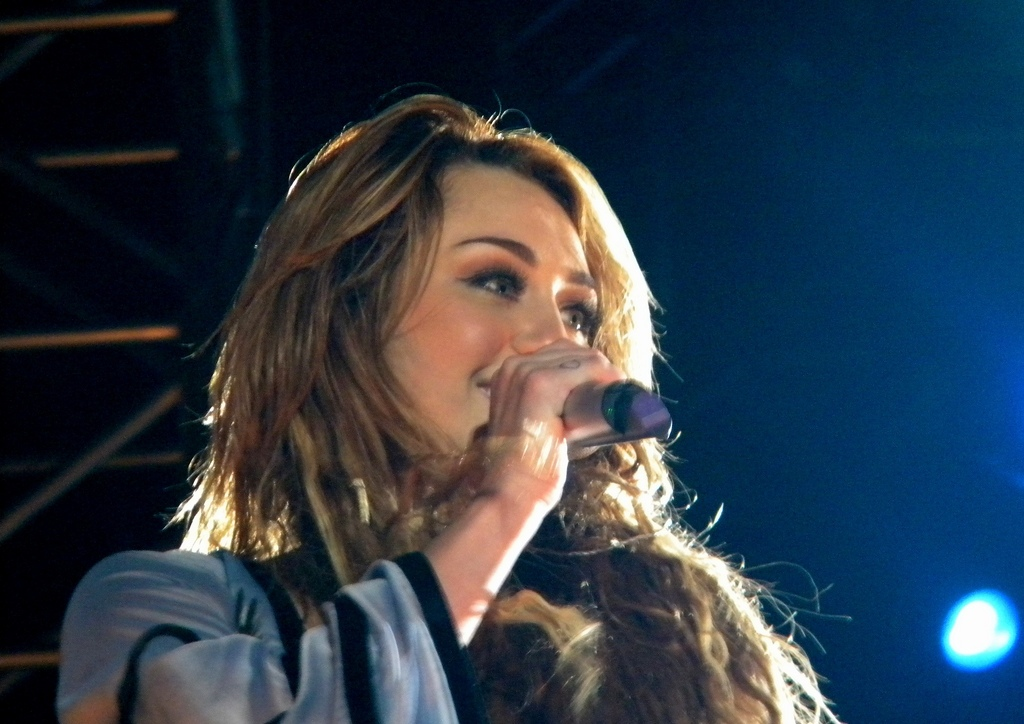
The Climb
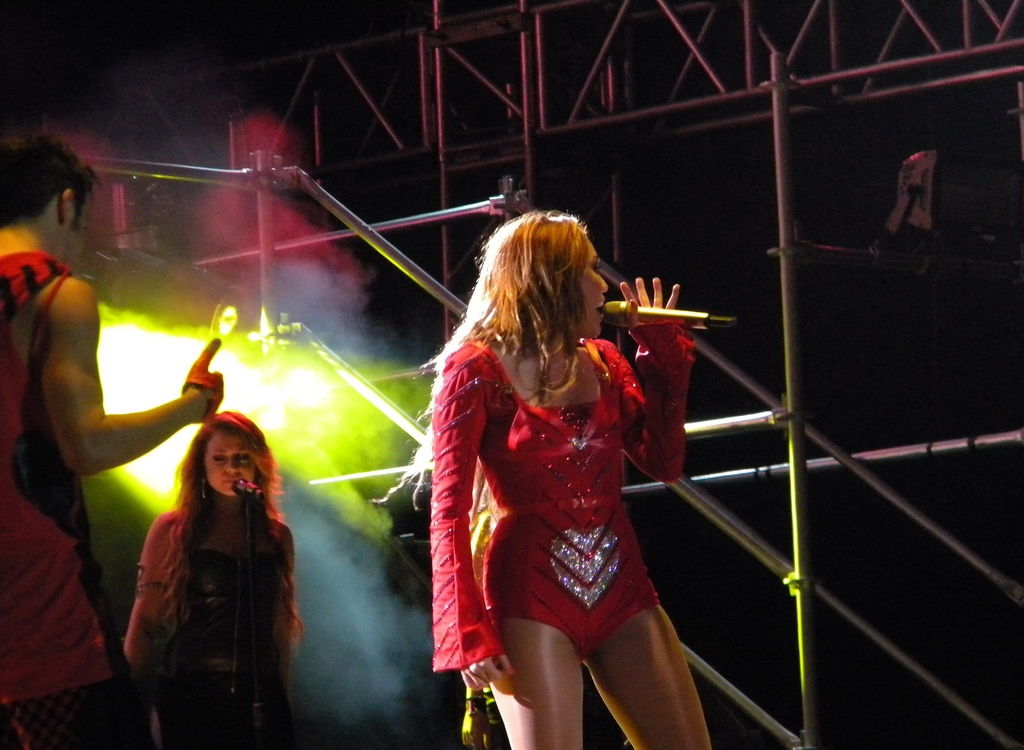
See You Again
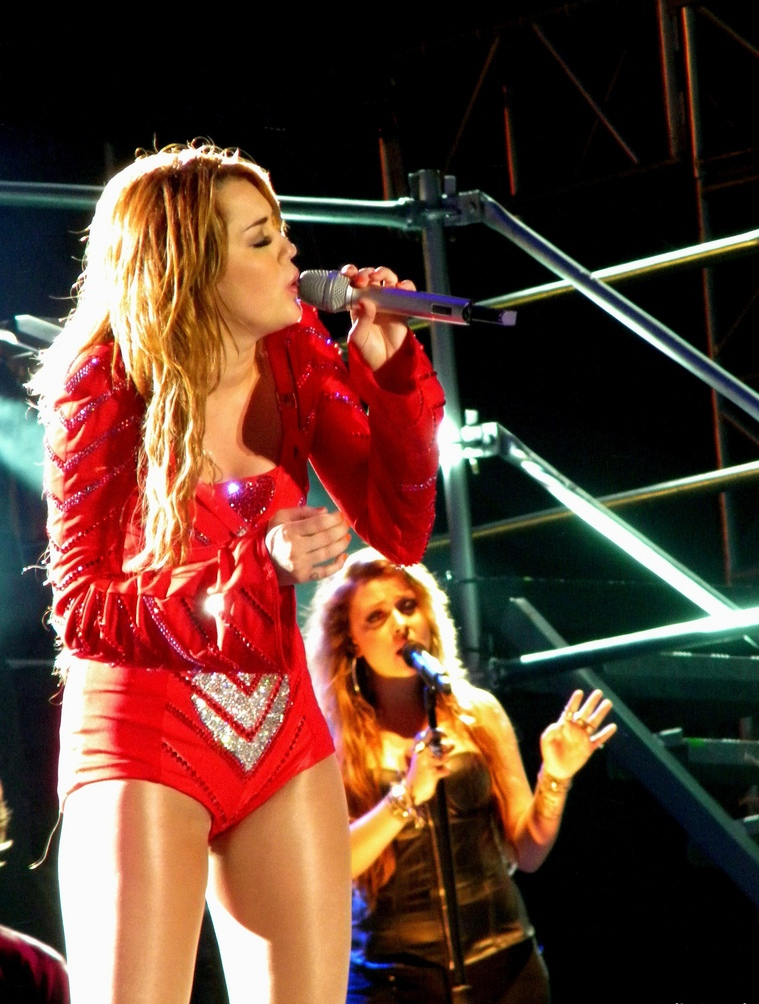
My Heart Beats For Love
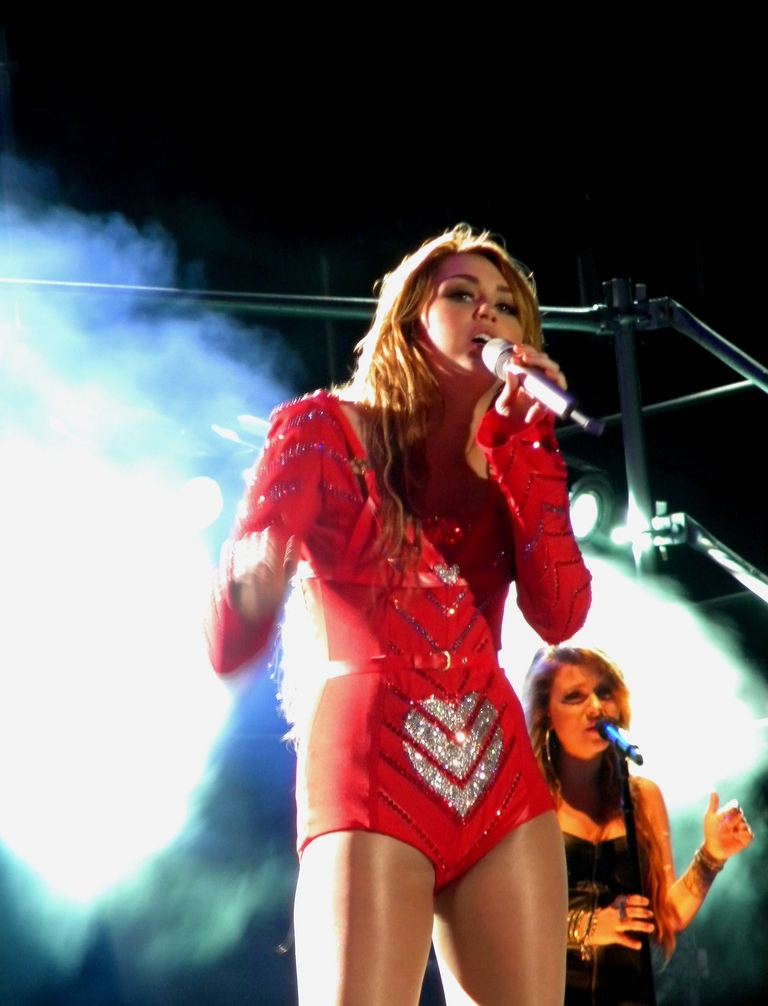
My Heart Beats For Love
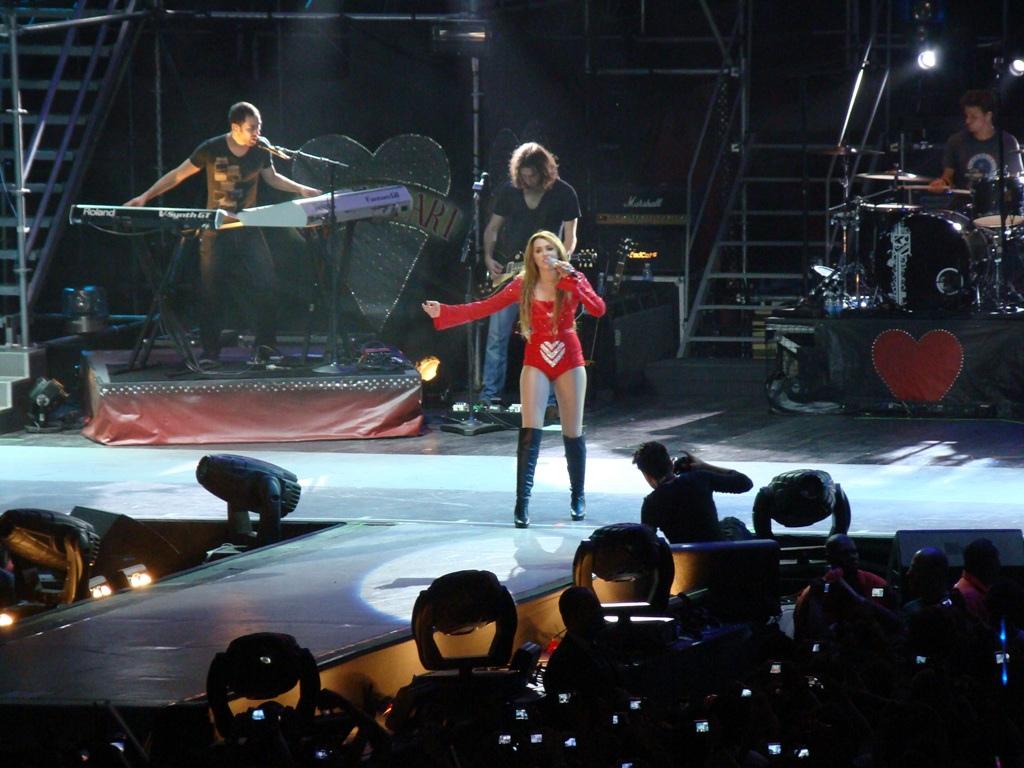
My Heart Beats For Love
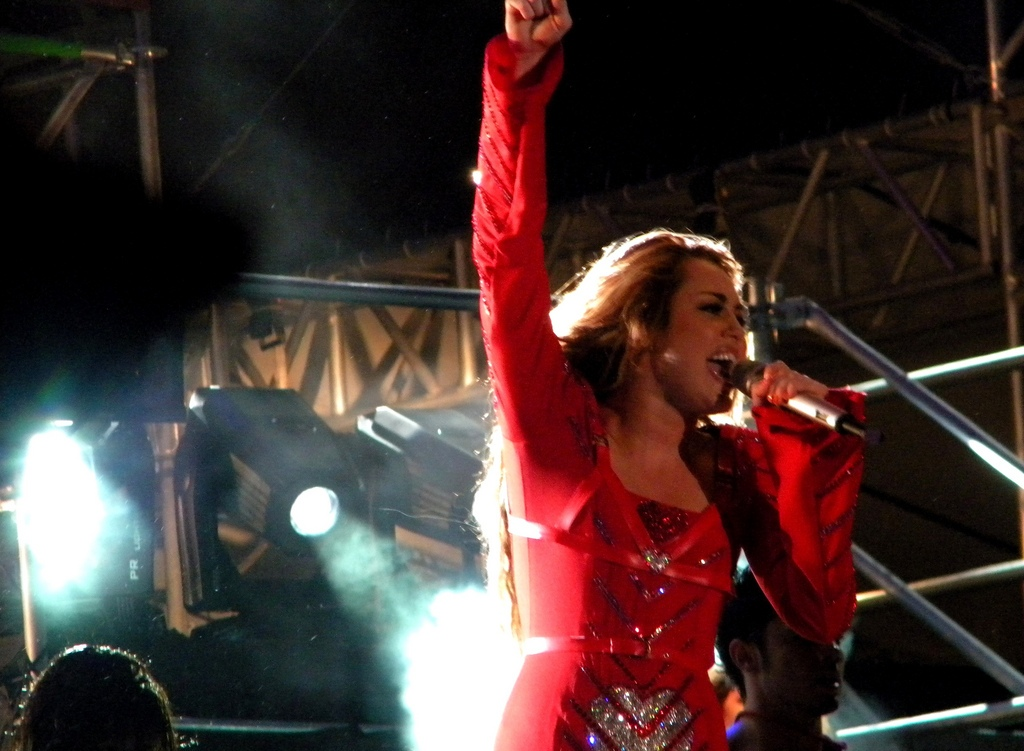
Who Owns My Heart
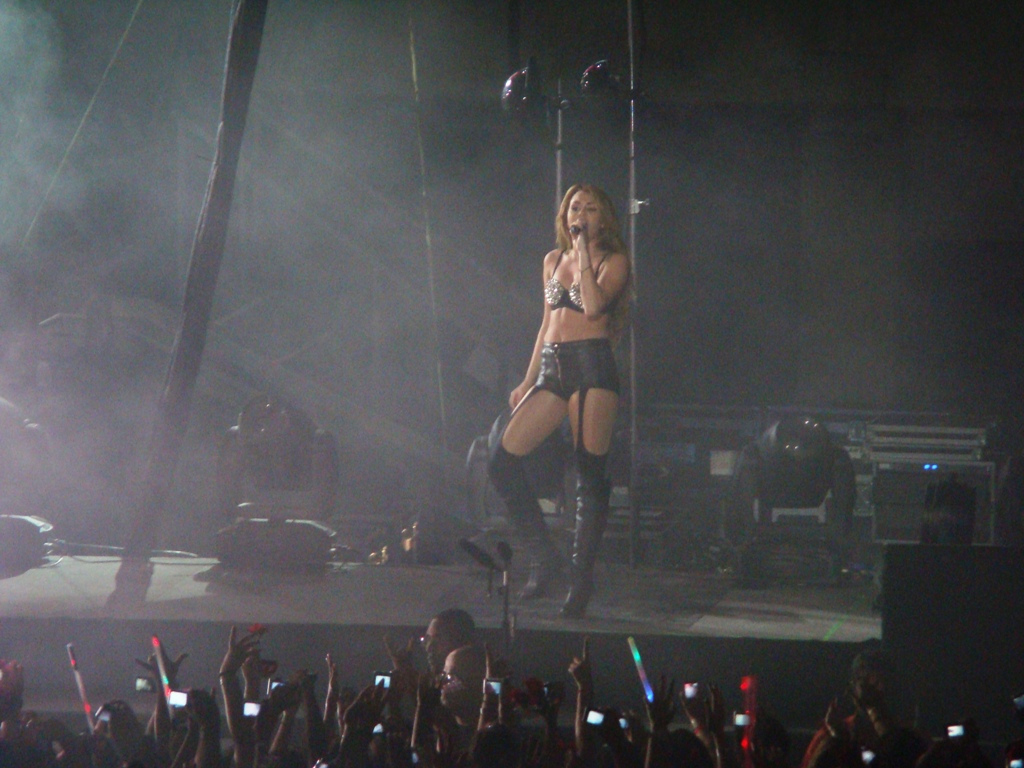
Robot